# Jüdischer Friedhof Battonnstraße

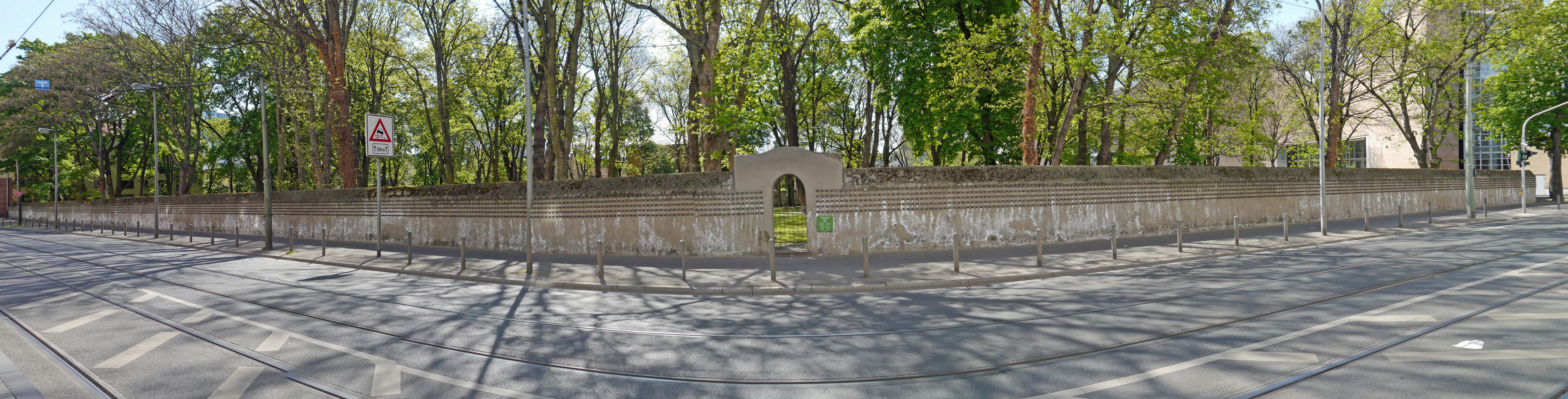
Ansicht der Nordseite an der Battonnstraße (scheinbare Krümmung wegen Panorama-Aufnahme) mit früherem Zugang

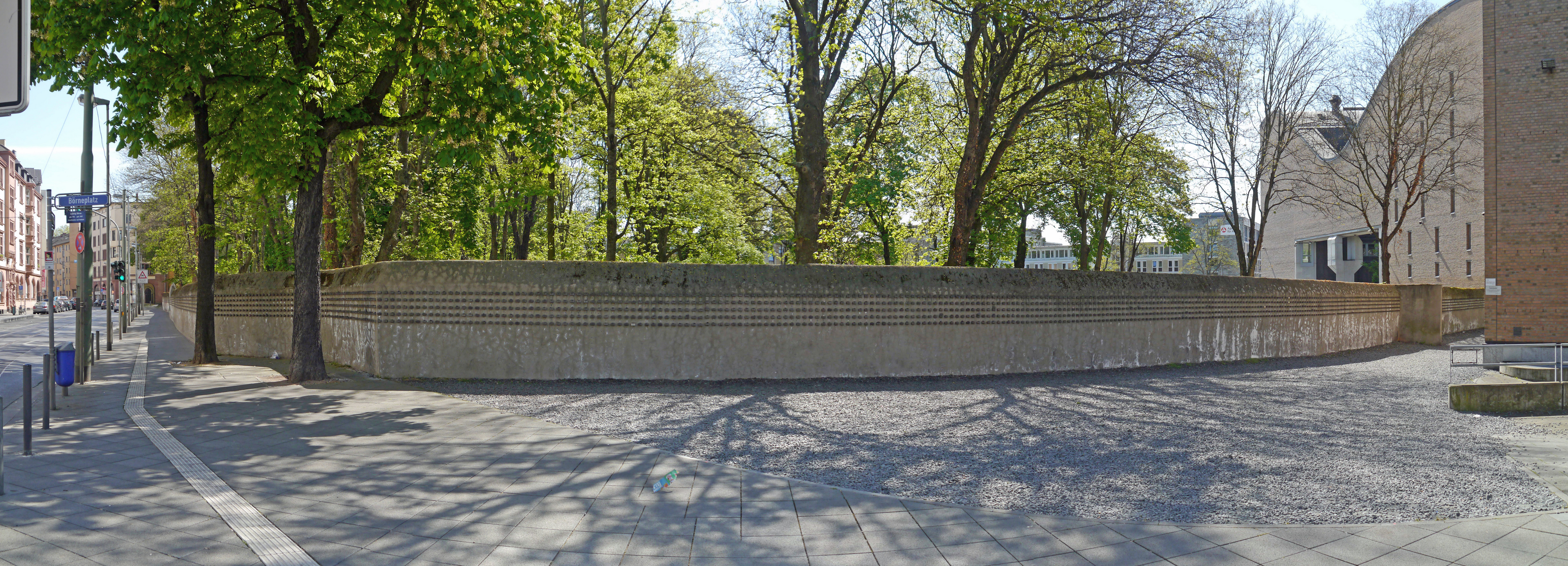
Ansicht des nordwestlichen Bereichs an der Battonnstraße (Panoramabild, links Blick nach Osten, rechts Blick nach Süden), rechts der Ende der 1980er Jahre errichtete Neubau auf der Westseite

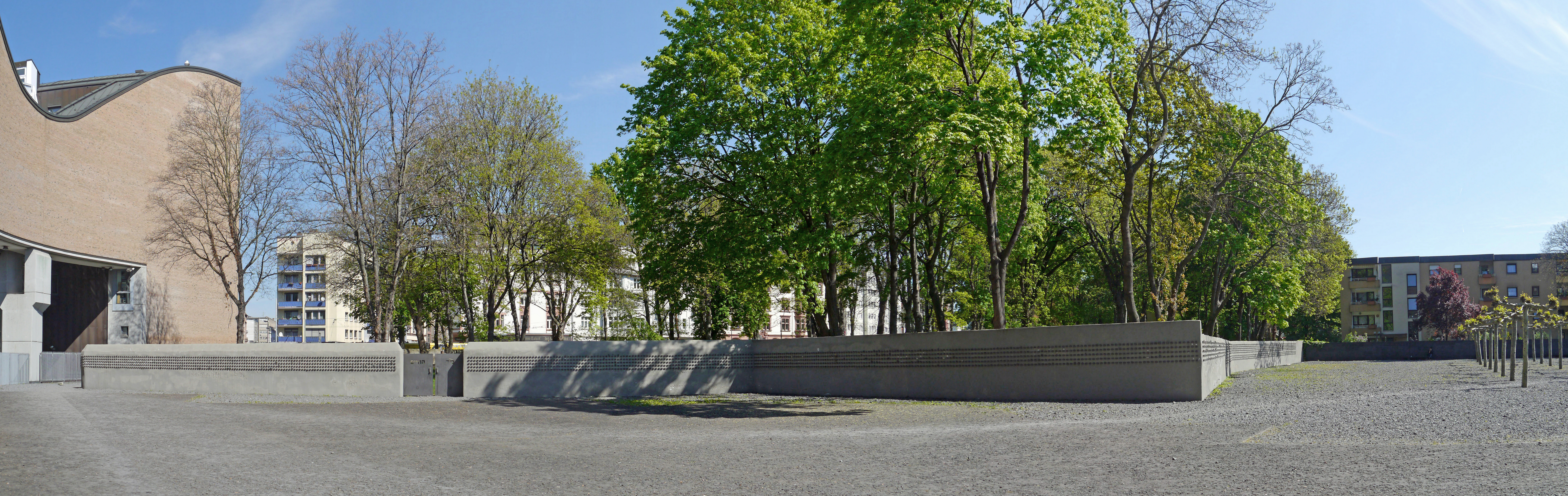
Ansicht des südwestlichen Bereichs mit Eingangspforte (Panoramabild, links Blick nach Norden, rechts Blick nach Osten)

Der Jüdische Friedhof Battonnstraße (auch: Jüdischer Friedhof Börneplatz) in Frankfurt am Main wurde 1180 erstmals urkundlich erwähnt und bis zum Jahr 1828 genutzt. Er gilt als der zweitälteste erhaltene jüdische Friedhof nördlich der Alpen, der älteste ist der Heiliger Sand in Worms. Der älteste erhaltene Grabstein stammt aus dem Jahr 1272. Bis zum 16. Jahrhundert hatte der Friedhof überregionale Bedeutung, da er auch jüdischen Gemeinden aus dem Raum zwischen Aschaffenburg in Unterfranken und Wetzlar in Mittelhessen als Begräbnisstätte diente. Trotz wiederholter Schändungen, Entweihungen und Zerstörungen ist er bis heute teilweise original erhalten.

## Lage

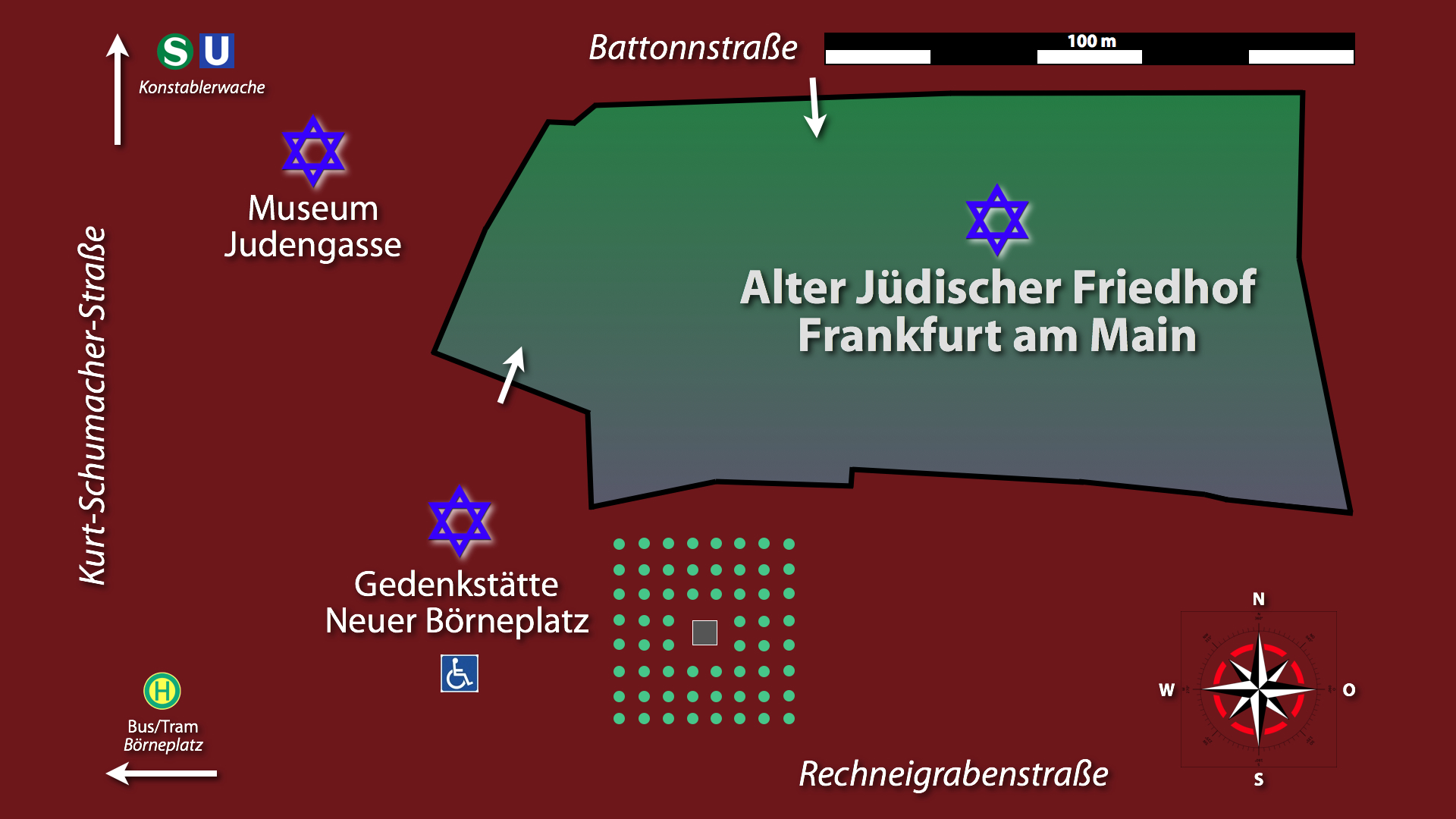
Gedenkstätte Neuer Börneplatz, Lageskizze

Der mittelalterliche Begräbnisplatz liegt heute im Karree zwischen Battonnstraße im Norden, Rechneigrabenstraße im Süden, Kurt-Schumacher-Straße im Westen und Lange Straße im Osten. Das Museum Judengasse in der Battonnstrasse 47 ist direkt benachbart, südlich schließt der Neue Börneplatz an.
Westlich des Friedhofs wurde Ende der 1980er Jahre ein großes Verwaltungsgebäude errichtet, in dem auch das Museum Judengasse untergebracht wurde (zum Hintergrund siehe Börneplatzkonflikt). Der Fußweg zwischen dem Friedhof und dem Gebäude hat heute die Bezeichnung Börneplatz. Früher war dies ein Abschnitt der Gasse Hinter der Judenmauer.
Die Frankfurter Judengasse, das von 1462 bis 1796 bestehende jüdische Ghetto, wurde in der Nähe des Friedhofs angelegt. An ihrem südlichen Ende mündete die Judengasse in den Judenmarkt. Von diesem Platz gelangte man mit wenigen Schritten zur südwestlichen Pforte der Friedhofsmauer, da der ummauerte Bereich mit einem westlichen Ausläufer fast bis zum Judenmarkt reichte. Vor allem in diesem südwestlichen Bereich hat sich der Verlauf der Friedhofsmauer aufgrund von Baumaßnahmen geändert, ansonsten ist er über die Jahrhunderte weitgehend unverändert geblieben.

## Zugang

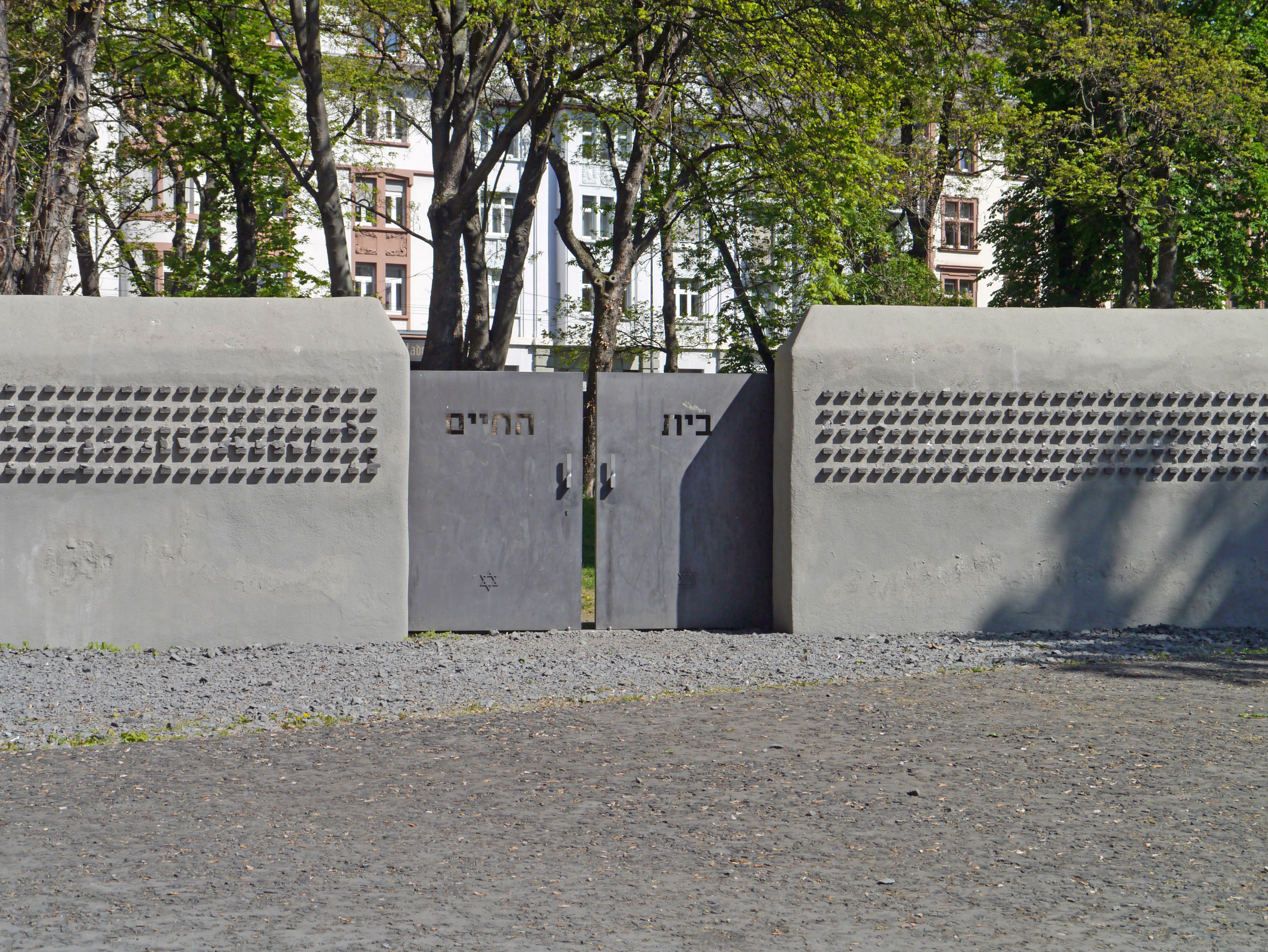
Friedhofspforte mit der Inschrift Beth HaChaim („Haus des Lebens“)

Seit der Anlage des Neuen Börneplatzes Mitte der 1990er Jahre befindet sich der Zugang wieder im südwestlichen Bereich des Friedhofs. An dieser Pforte befinden sich zwei Torflügel aus Metall, über die sich der Schriftzug Beth HaChaim („Haus des Lebens“) zieht.
Historisch gab es immer einen Zugang im südwestlichen Bereich, bis 1881/82 die Börneplatzsynagoge gebaut wurde. Damals wurde der Zugang nach Norden in die Schnurgasse (heute Battonnstraße) verlegt. Die nördliche Pforte an der Battonnstraße ist mit einem einfachen Metalltor mit senkrechten Stäben verschlossen, so dass Passanten an dieser Stelle einen Blick in den Friedhof werfen können.
Der Friedhof ist dauerhaft geschlossen, er kann jedoch besichtigt werden (außer montags und samstags). Der Schlüssel wird im benachbarten Museum Judengasse gegen Hinterlegung des Personalausweises ausgegeben. Jeden zweiten Sonntag werden Führungen angeboten. Männliche Besucher des Friedhofs werden gebeten, eine Kopfbedeckung aufzusetzen. Das Museum leiht jüdische Kopfbedeckungen (Kippot) aus.

## Geschichte
Der Jüdische Friedhof Battonnstraße wird als eines der ältesten Zeugnisse jüdischen Lebens in der Stadt Frankfurt am Main angesehen. Er lag zunächst außerhalb der Stadt, östlich der zeitgleich entstehenden Staufenmauer, der romanischen Stadtbefestigung. Ab etwa Mitte des 14. Jahrhunderts wurde der Friedhof von einer neuen Stadtbefestigung umschlossen. Er lag damit in der Neustadt.

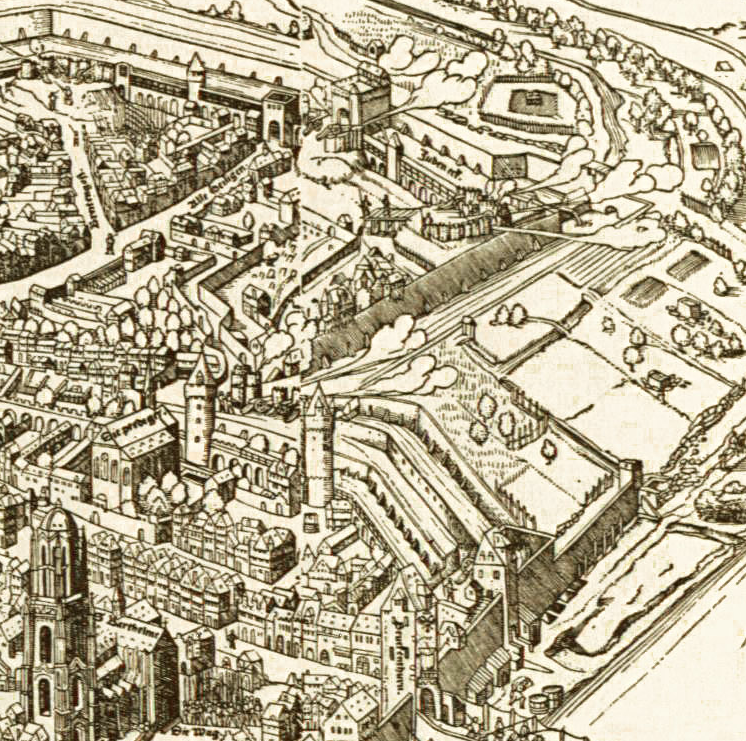
1552: Der Friedhof ist ringsum von einer Mauer umgeben, mit einer Pforte an der südwestlichen Ecke und einer Pforte an der Ostseite. Links unten der Dom.

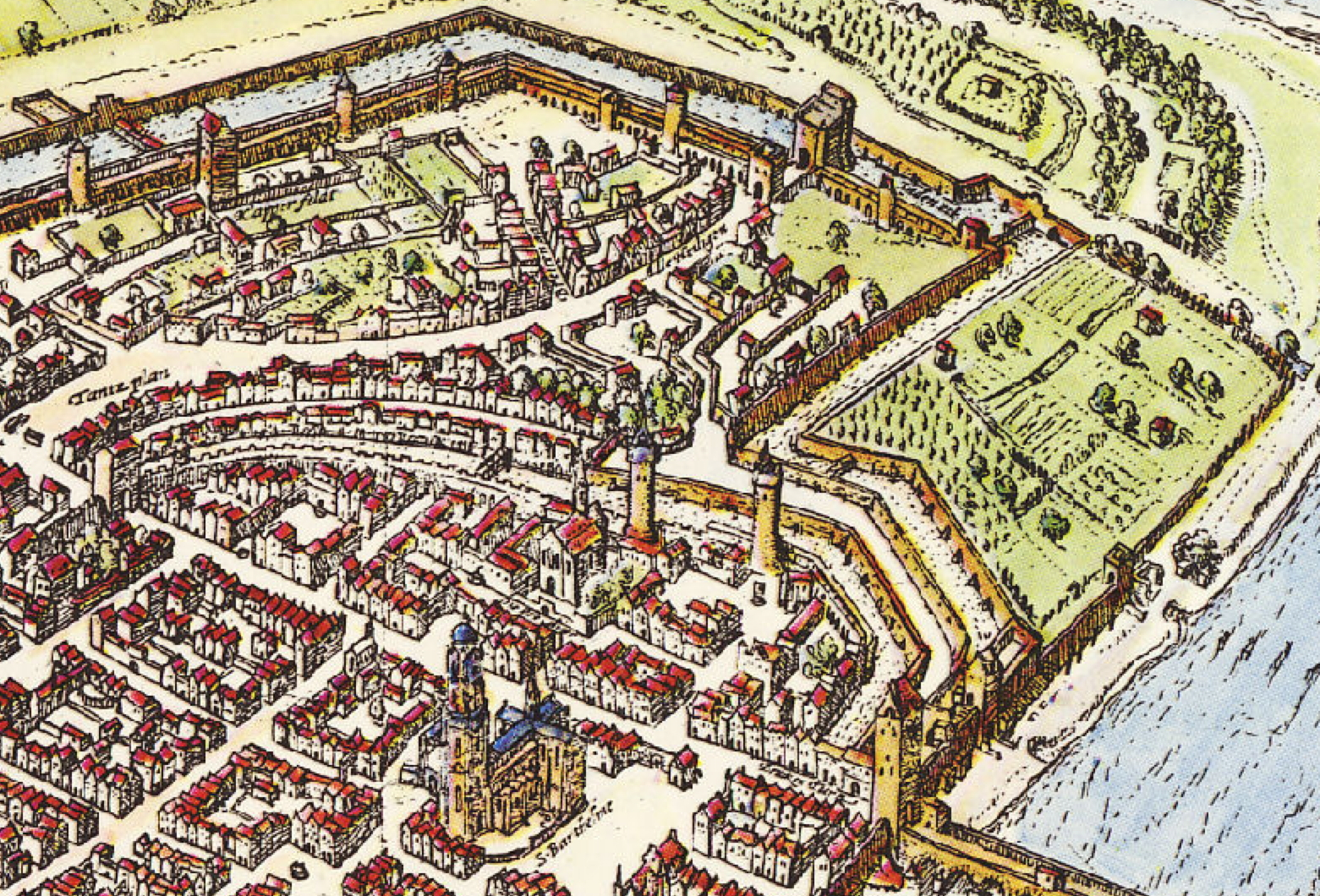
1572: links die bogenförmige Judengasse, die in den Judenmarkt (Platz in der Bildmitte) mündet. Von dort Zugang zur südwestlichen Friedhofspforte. Rechts das Fischerfeld (die ungefähr rechteckige grüne Fläche) und der Main.

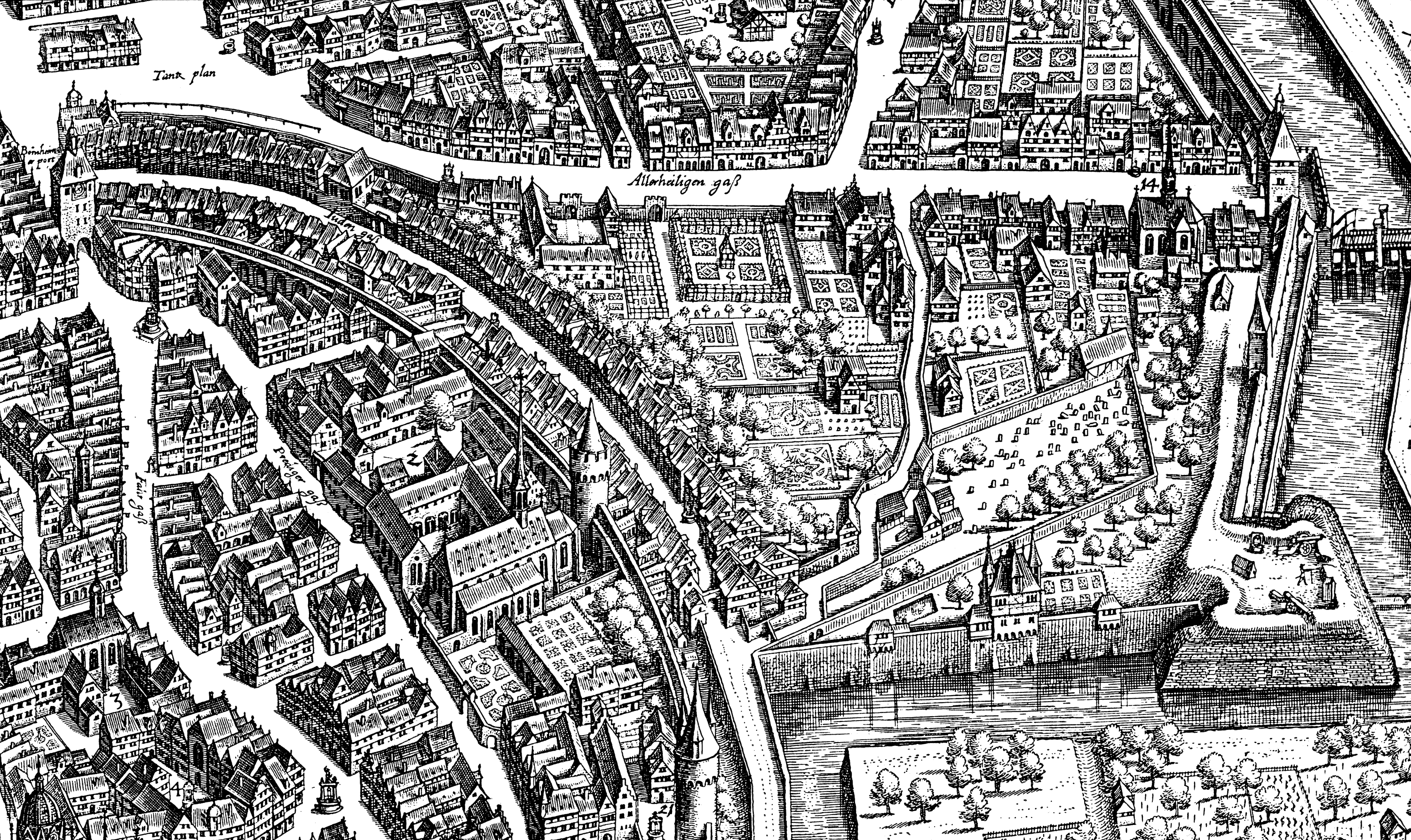
Merian 1628: Der Friedhof (mit Grabsteinen und Bäumen) liegt nahe der südöstlichen Ecke der Stadtbefestigung mit Wassergraben und der Bastion „Judeneck“. Der markante südwestliche Vorsprung der Friedhofsmauer reicht fast bis zu den Häusern der Judengasse.

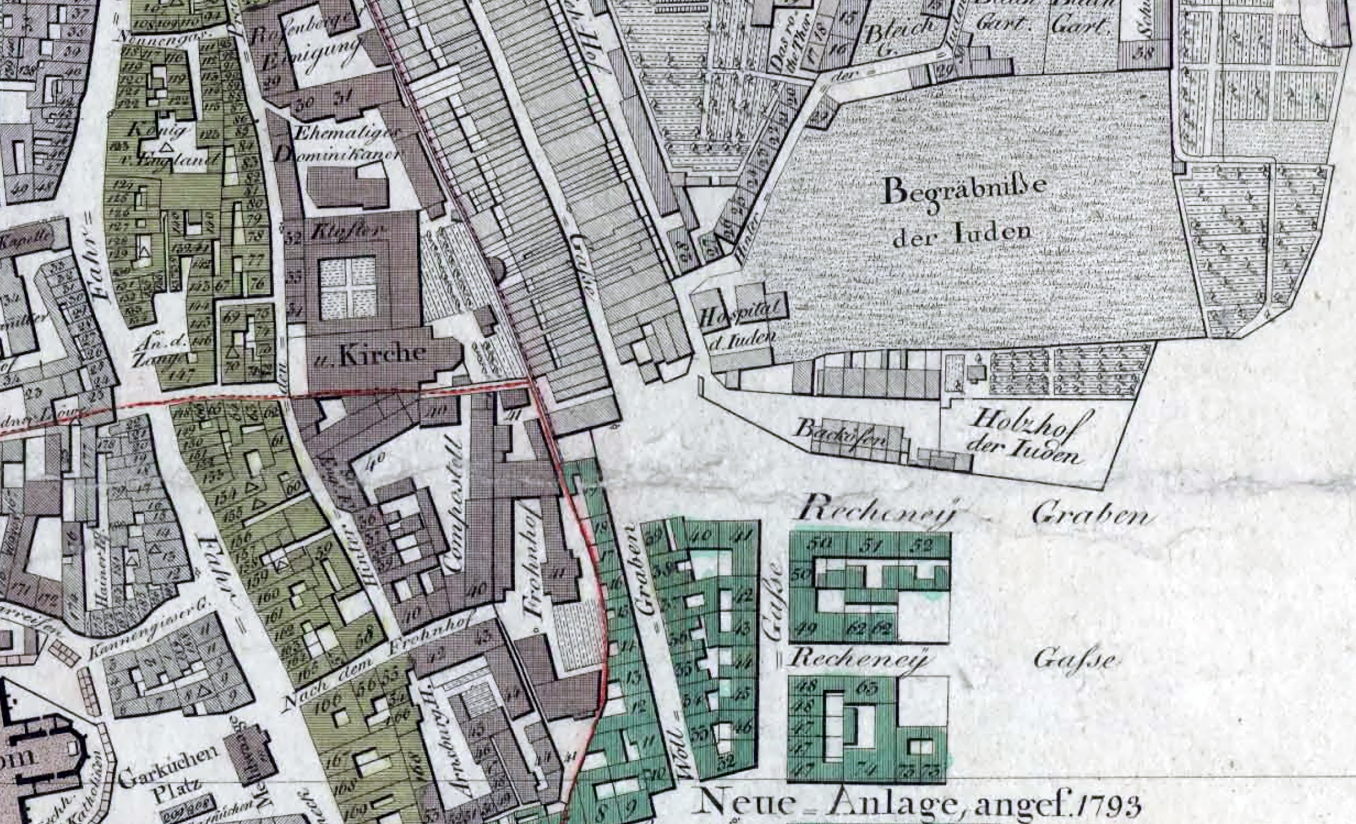
1811: An der südwestlichen Ecke des Friedhofs ein „Hospital der Juden“. Südlich „Backöfen“ und der „Holzhof der Juden“. Weiter südlich, auf dem ab 1793 trockengelegten Fischerfeld, entstehen neue Straßen.

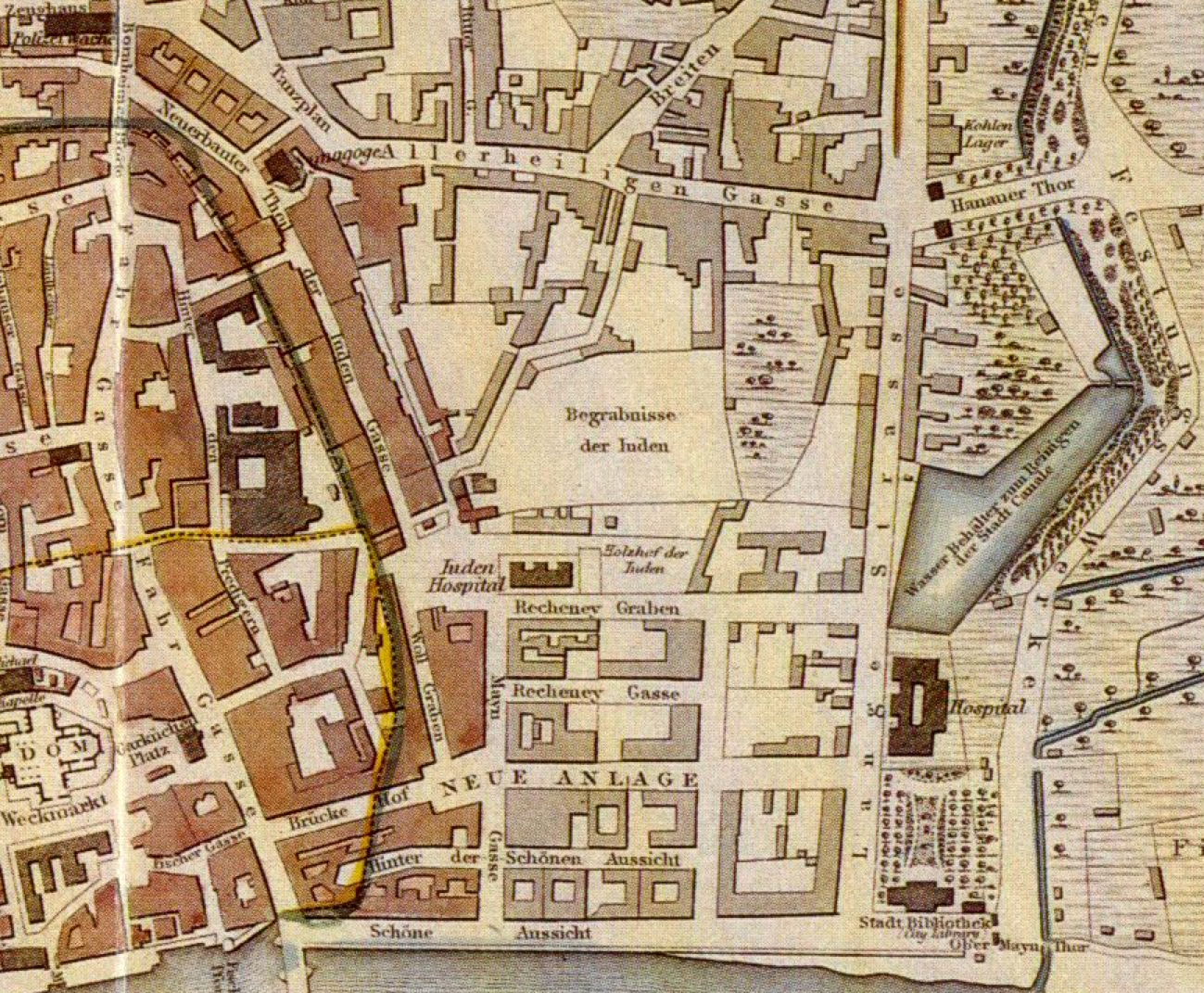
Um 1840: Südlich ein weiteres „Juden-Hospital“ – das Krankenhaus der Israelitischen Krankenkassen in der Rechneigrabenstraße.

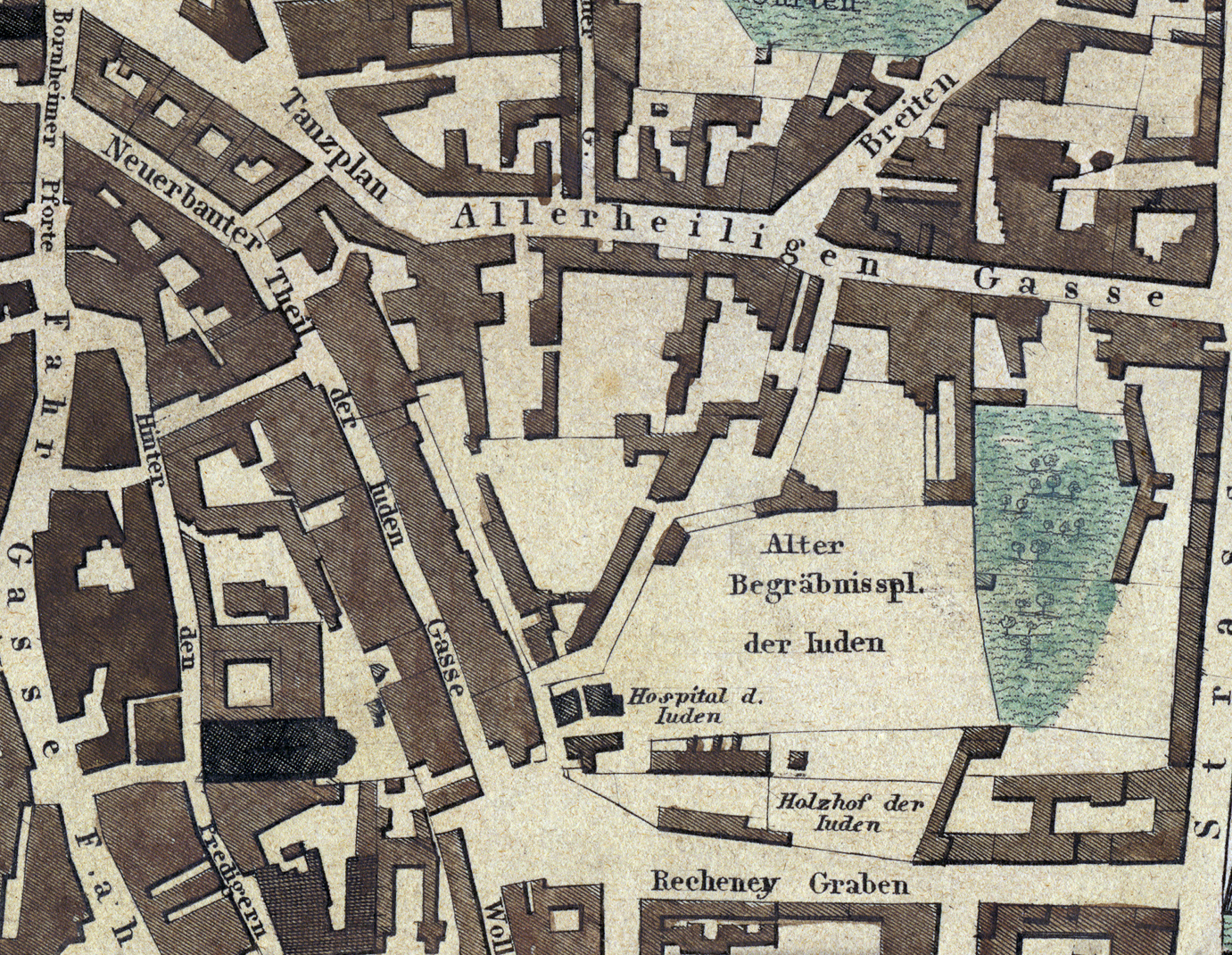
1845: Der seit 1828 geschlossene Friedhof wird als „Alter Begräbnisplatz der Juden“ bezeichnet.

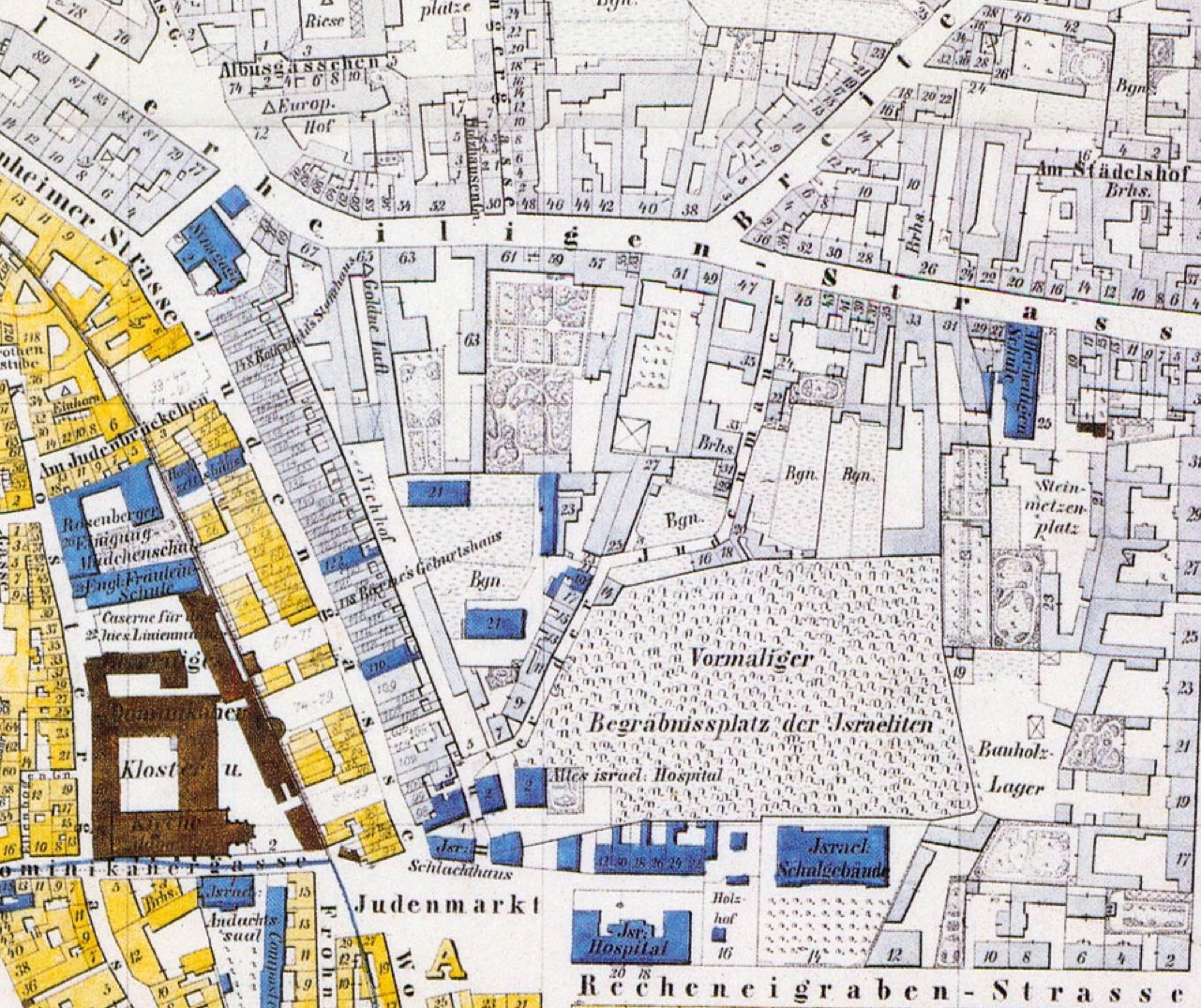
1852: Südlich des Friedhofs das neue israelitische Schulgebäude.

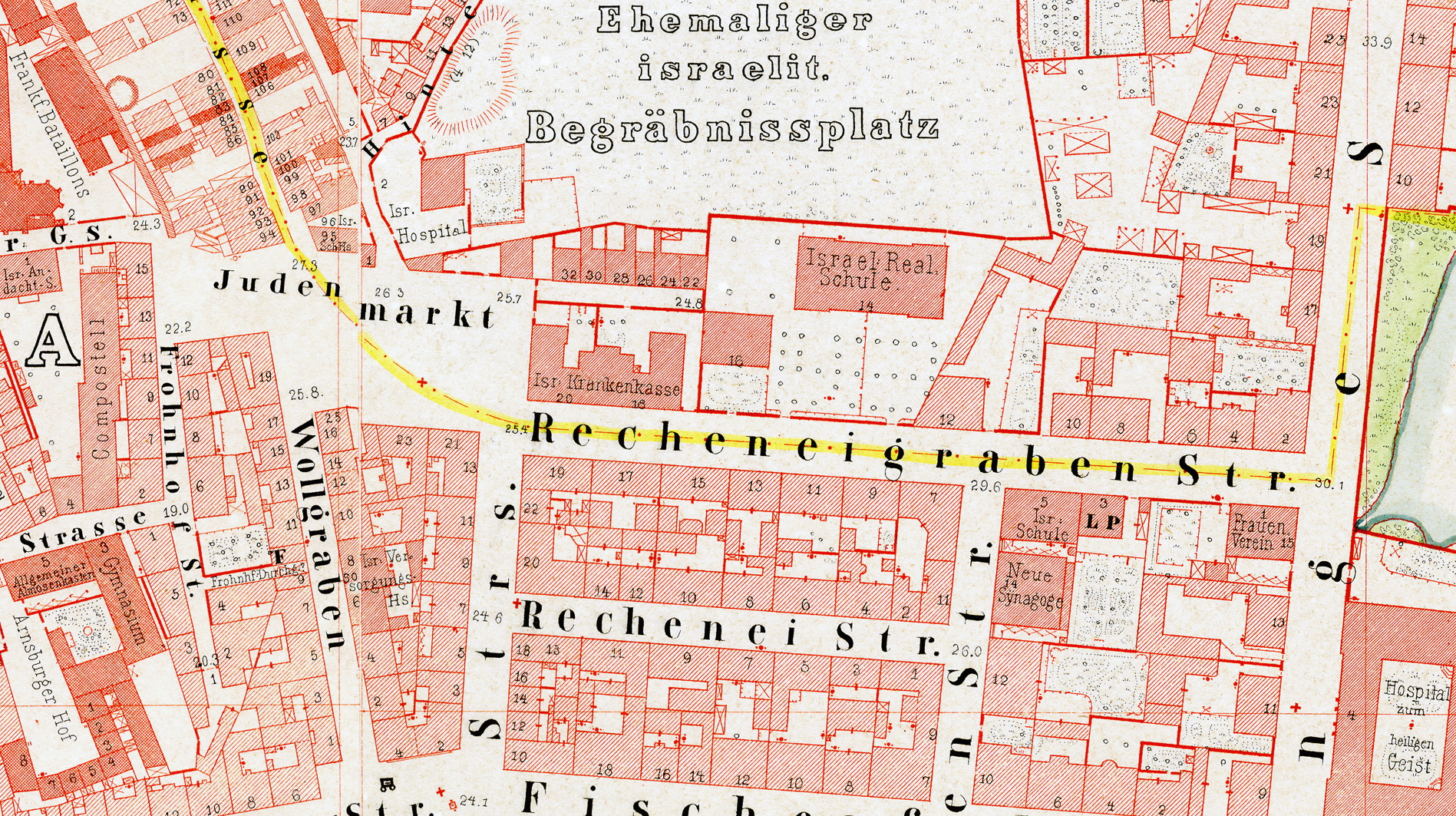
1862: Dichte Bebauung auf dem ehemaligen Fischerfeld im Süden.

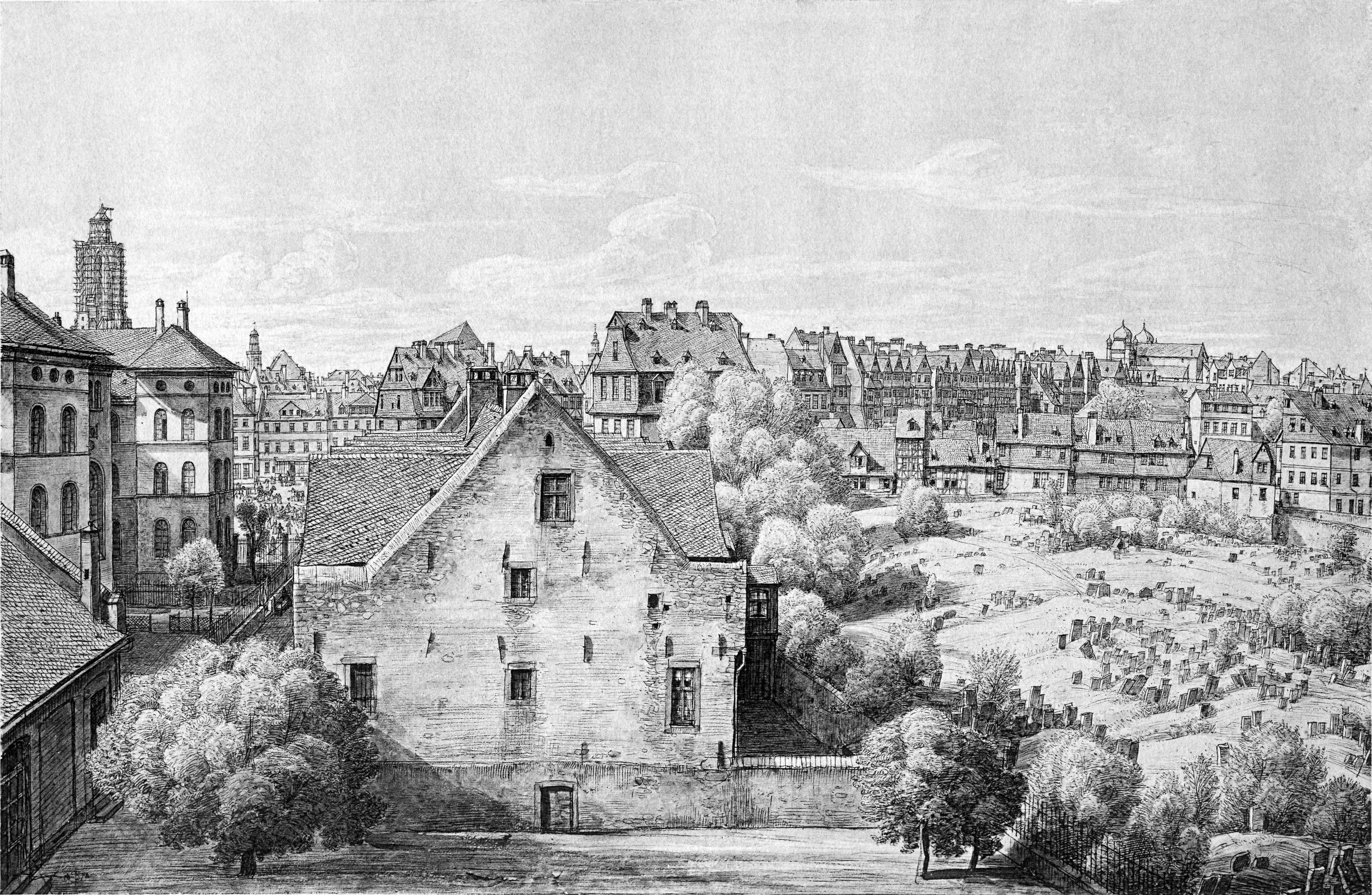
1872 (Blick nach Westen): rechts der Friedhof. Am linken Bildrand das Krankenhaus der Israelitischen Krankenkassen.

### Hochmittelalter
Die erste Ansiedlung von Juden in Frankfurt am Main wird in die Zeit um 1150 datiert. Bis zur Anlage des jüdischen Friedhofs wurden sie am Garküchenplatz beerdigt, der östlich direkt an die damalige Salvatorkirche des gleichnamigen Stifts anschloss. Ihre sterblichen Überreste wurden beim Wiederaufbau Frankfurts nach 1945 in großer Zahl dort gefunden und gleich neben der Kreuzigungsgruppe auf dem östlich angrenzenden Friedhof des heutigen Kaiserdoms wieder begraben.
Der Friedhof wurde im Jahr 1180 erstmals urkundlich erwähnt. Er entstand aufgrund der im damaligen Stadtkern herrschenden drangvollen Enge. Er wurde am nördlichen Ufer der Braubach angelegt, einem verlandeten Nebenarm des Mains, dessen Verlauf an dieser Stelle später in etwa einem Teilstück des bewässerten Stadtgrabens entsprach.
Die Juden, die südlich der Salvatorkirche wohnten, konnten durch die nordöstlich gelegene Bornheimer Pforte der Staufenmauer zu den Grabstellen auf dem Jüdischen Friedhof gelangen.
1241 wurden viele Frankfurter Juden während eines als „Frankfurter Judenschlacht“ bezeichneten Pogroms ermordet und fanden auf dem Friedhof ihre letzte Ruhe.

### Spätmittelalter
Ab dem Jahr 1333 wurde der jüdische Begräbnisplatz von der auf Erlaubnis des Kaisers Ludwig dem Bayern neu gezogenen Stadtmauer um die sogenannte Neustadt eingeschlossen, er befand sich seitdem innerhalb des Stadtgebietes und in relativer Nähe des Stadtzentrums, der heutigen Altstadt. In der Folgezeit wurde der Weg vom alten Stadtkern zum jüdischen Friedhof durch mehrere Durchbrüche an der Westseite der alten Staufenmauer verkürzt.
Weitere gegen Juden gerichtete Pogrome entwickelten sich während der ab 1348 grassierenden Pest, die in der Ermordung sämtlicher Frankfurter Juden während der sogenannten 2. Frankfurter Judenschlacht vom 24. Juli 1349 gipfelten. Ihr gesamtes Eigentum verfiel der Stadt, auch ihr Friedhof. Die sterblichen Überreste dieser Juden wurden nicht auf dem Friedhof bestattet, da es keine jüdische Gemeinde mehr gab, die sich darum gekümmert hätte. Ab etwa 1360 siedelten sich zögerlich erneut Juden in Frankfurt an, deren größte Liegenschaft der wieder der Gemeinde übereignete Friedhof war, der zu dieser Zeit an den Kustodiengarten des Bartholomäusstiftes grenzte.
Mehrmals wurde die Mauer des jüdischen Friedhofs aufgrund seiner strategischen Lage am südöstlichen Stadtrand in die Verteidigungsmaßnahmen der Stadt einbezogen. Als Frankfurt bei der Königswahl von 1349 Partei für den Kandidaten Günther von Schwarzburg ergriff und deshalb einem Angriff von Gegenkönig Karl IV. entgegensah, wurden um Altstadt und Judenfriedhof elf Erker mit Schießscharten für Wachtposten angebracht. Auch während des Städtekrieges (1387–1389) wurde der jüdische Friedhof für Verteidigungsmaßnahmen vorbereitet.
Ab dem Jahr 1462 erhielten die Frankfurter Juden die städtische Auflage, den von ihnen vornehmlich besiedelten Bereich um die Stiftskirche St. Bartholomäus zu verlassen und sich in der Judengasse (dem Verlauf des früheren Wollgrabens vor der Staufenmauer folgend) anzusiedeln. Die Judengasse verlief außerhalb der Staufenmauer und etwa parallel zu deren nordöstlichem Teil in der Neustadt, in ungefährer Bogenlinie zwischen Bornheimer Pforte und Mönchsturm, lief also auf den jüdischen Friedhof zu (vergl. Stadtansicht v. Georg Braun u. Frans Hogenberg 1572). Diese Nähe zum Friedhof hatten die Stadtherren nicht zufällig bestimmt.

### Frühe Neuzeit
Der Zugang zur jüdischen Begräbnisstätte lag am südwestlichen Ende des Friedhofsgeländes in einer Gasse, die von hier nach Norden bis zur Allerheiligengasse verlief (siehe Vogelschauplan von Matthäus Merian 1628). Im Norden, Osten und Süden war der Friedhof unzugänglich, er war dort von Gebäuden bzw. Gärten umschlossen. Zumindest vorübergehend scheint es jedoch eine Pforte an der östlichen Friedhofsmauer gegeben zu haben, möglicherweise im Kontext von Verteidigungsmaßnahmen. Direkt neben dieser Pforte war ein kleines Gebäude, evtl. ein Erker mit Schießscharten für einen Wachtposten. Dies jedenfalls impliziert der Belagerungsplan der Stadt Frankfurt am Main nach Conrad Faber von Creuznach aus dem Jahr 1552.
Seit dem 16. Jahrhundert waren in einem südwestlichen Bereich des Friedhofsgeländes namens Völckerscher Bleichgarten diverse jüdische Hospitäler angesiedelt: zuerst ein Blatternhaus, ab etwa 1600 auch ein Hospital für einheimische Juden, ab etwa 1713 auch ein Hospital für auswärtige Juden („Fremdenhospital“). Diese Einrichtungen wurden am Friedhof teils baulich zusammengelegt, andererseits entstanden dort neue Gebäude, so im Jahr 1718 eine Zeile von sechs aneinandergebauten Häuschen für das Fremdenhospital. 1796 wurde direkt vor dem Eingang zum Friedhofsgelände ein größerer Neubau für das Fremdenhospital errichtet (später: „Israelitisches Hospital“, im Stadtplan von 1811 „Hospital der Juden“ genannt). Der Zugang zum Friedhof war nun über das Grundstück des Hospitals möglich.
Im Zuge der Trockenlegung des Fischerfeldes – der als Neue Anlage bezeichnete Bereich südlich des jüdischen Friedhofs bis zum Main – ab 1793 und der Schleifung der Stadtbefestigungen entstand unmittelbar vor dem südwestlichen Ende des Friedhofs ein größerer Platz, der dem seit dem 16. Jahrhundert abgehaltenen Judenmarkt, auf dem die jüdische Bevölkerung der Stadt und des Umlandes ihre Waren feilbot, deutlich mehr Raum gab.

### Schließung des Friedhofs
Am 16. September 1828 fand auf dem restlos überfüllten Friedhof die letzte Beisetzung statt. Danach wurde der gleichzeitig mit dem Hauptfriedhof neu angelegte Friedhof an der Rat-Beil-Straße genutzt, ab 1929 der Neue Jüdische Friedhof an der Eckenheimer Landstraße. Der jeweils ältere Friedhof blieb erhalten. Für jüdische Begräbnisstätten gilt eine unantastbare Totenruhe, Auflösungen von Gräbern und Exhumierungen sind ausgeschlossen.
1829 wurde südlich des Friedhofs ein neues großes Krankenhausgebäude eröffnet: das Krankenhaus der Israelitischen Krankenkassen in der Rechneigrabenstraße 18–20 (im Stadtplan von 1840 „Juden-Hospital“ genannt).
Um 1840 entstand vor der südlichen Friedhofsmauer auf dem Gelände des ehemaligen Holzhofs der Juden (Rechneigrabenstraße 14–16) das Schulhaus der Israelitischen Gemeinde, das seinerzeit als schönstes Gebäude Frankfurts galt. Ab 1845 wurde dieses Gebäude von der Israelitischen Volksschule und dem Philanthropin genutzt, die aus dem Kompostellhof herzogen.

### Börneplatzsynagoge
Das Israelitische Hospital, das am südwestlichen Ende des Friedhofsgeländes stand, wurde zugunsten der Horovitzsynagoge (ab 1885 Börneplatzsynagoge genannt) abgerissen, die 1881/82 errichtet wurde. Die Synagoge stieß an der Rückseite fast an die dort neu gezogene Friedhofsmauer. Zusammen mit einem längeren Nebengebäude im Osten lag sie wie ein Querriegel vor dem bisherigen Zugang zum Friedhof. Dadurch wurde eine neue Pforte nötig. In der nördlichen Mauer an der Schnurgasse (heute Battonnstraße) wurde eine neue Friedhofspforte geschaffen.

### Inventarisierung der Grabsteine
Um 1900 wurden anlässlich einer Katalogisierung der Grabstein-Inschriften durch Rabbi Markus Horovitz auf dem 11.850 m² großen Friedhofsgelände rund 6500 Grabstellen erfasst. Wie sich ab 1991/92 anlässlich einer neuen Bestandsaufnahme herausstellte, waren dies nicht alle.

### Nationalsozialismus und Nachkriegszeit
Unmittelbar nach der nationalsozialistischen Machtergreifung forderte der Gauleiter Hessen-Nassau, Jakob Sprenger, von der Stadt die Entfernung der Grabsteine des Alten Jüdischen Friedhofs und empfahl die Umwidmung in einen Volkspark oder Kinderspielplatz. Diesem Ansinnen standen zunächst noch juristische Bedenken im Wege, zeitweise geriet die Angelegenheit in Vergessenheit oder wurde nachrangig behandelt.
Nach den Novemberpogromen 1938 drängte die Stadt Frankfurt die Jüdische Gemeinde im „Judenvertrag“ vom 3. April 1939 unter anderem zu einer Veräußerung des Friedhofsgeländes. 1942 bemühte sich das städtische Bauamt um Freiflächen, um für etwaige Zerstörungen der Altstadt durch Bombenangriffe über einen zentral gelegenen Trümmerschuttabladeplatz zu verfügen. Dabei fasste das Bauamt eine Einebnung des Alten Jüdischen Friedhofs ins Auge. Der Frankfurter Oberbürgermeister Friedrich Krebs erließ daher im November 1942 eine Anweisung zur Zerstörung des Friedhofs und der Grabstellen.
In der Folge wurden ungefähr zwei Drittel der historischen Grabsteine überwiegend maschinell zerschlagen und in Trümmern hinterlassen. Diese sollten ggf. als Bruchsteine für die Wiedererrichtung kriegszerstörter Mauern dienen. Auf dem Friedhofsgelände überall verstreut liegende Glassplitter als Relikte der bei den Luftangriffen auf Frankfurt am Main zerstörten Fenster von Häusern der Altstadt zeugen noch heute von der kurzen Phase als Trümmerschuttabladeplatz. Dazu wurden rund fünfzig Bäume auf dem Friedhofsgelände gefällt und gerodet, Flächen eingeebnet und das ursprüngliche Ensemble auf Dauer zerstört.
Immerhin wurde jedoch das Historische Museum angewiesen, bedeutende Grabsteine auszuwählen, um diese zu erhalten. Auf diese Weise gelangten etwa 175 Grabsteine während des Krieges auf den neueren jüdischen Friedhof an der Rat-Beil-Straße. Diese 175 Grabsteine wurden in den 1950er Jahren anlässlich einer initialen Instandsetzungsphase wieder auf dem Alten Jüdischen Friedhof aufgestellt.

### Erneute Inventarisierung der Grabsteine
Aufgrund eines Beschlusses des Magistrats der Stadt Frankfurt ließ die Kommission für die Erforschung der Geschichte der Frankfurter Juden ab 1991 sämtliche noch erhaltenen Grabsteine erfassen. Das Projekt, an dem das Jüdische Museum Frankfurt betreuend mitwirkte, wurde zunächst von der Arbeitsgemeinschaft Jüdische Friedhöfe mit Sitz in Berlin durchgeführt, dann bis zum Abschluss im Jahr 1998 vom  Salomon Ludwig Steinheim-Institut in Duisburg unter der Leitung von Michael Brocke fortgeführt.
Von einst mehr als 6000 waren nur noch 2300 ganze Grabsteine erhalten – außerdem rund 3500 Bruchstücke. Dennoch konnten auch Grabsteine entdeckt werden, die im Katalog von Markus Horovitz von 1901 noch nicht verzeichnet waren. Heute können 3875 Inschriften der Grabmale im hebräischen Original und in deutscher Transkription online über die Datenbank Epidat des Salomon Ludwig Steinheim-Instituts abgerufen werden (siehe Weblinks).

### Gedenkstätte Neuer Börneplatz
Die Außenmauer des Friedhofs ist heute der wichtigste Bestandteil der 1996 eingeweihten Gedenkstätte Neuer Börneplatz. Metallblöcke mit Namen und Lebensdaten jüdischer Menschen aus Frankfurt, die in der Zeit des Nationalsozialismus deportiert und vermutlich ermordet wurden, wurden in die Außenseite der Mauer eingearbeitet. Die Gedenkblöcke sind als Fries angeordnet. Sie ragen aus der Mauer heraus, so dass Passanten nach jüdischem Brauch Steine auf ihnen ablegen können. Bei der Eröffnung waren es 11.134 Namensblöcke, im Jahr 2010 kamen aufgrund neuer Forschungsergebnisse 823 weitere dazu. Aktuell (2023) sind es 11.908 Namensblöcke.
Einer der Gedenkblöcke ist Anne Frank gewidmet, er ist umgeben von denen für ihre Familienangehörigen. Ein weiterer Gedenkblock erinnert an den Frankfurter Jungen Hans Helmut Michel, dessen Biografie in die Handlung des französischen Spielfilms Au revoir, les enfants von Louis Malle einfloss. Ein Gedenkblock wurde ohne Namen und Daten ausgeführt; er steht für alle namenlosen, vergessenen bzw. nicht dokumentierten Schicksale.

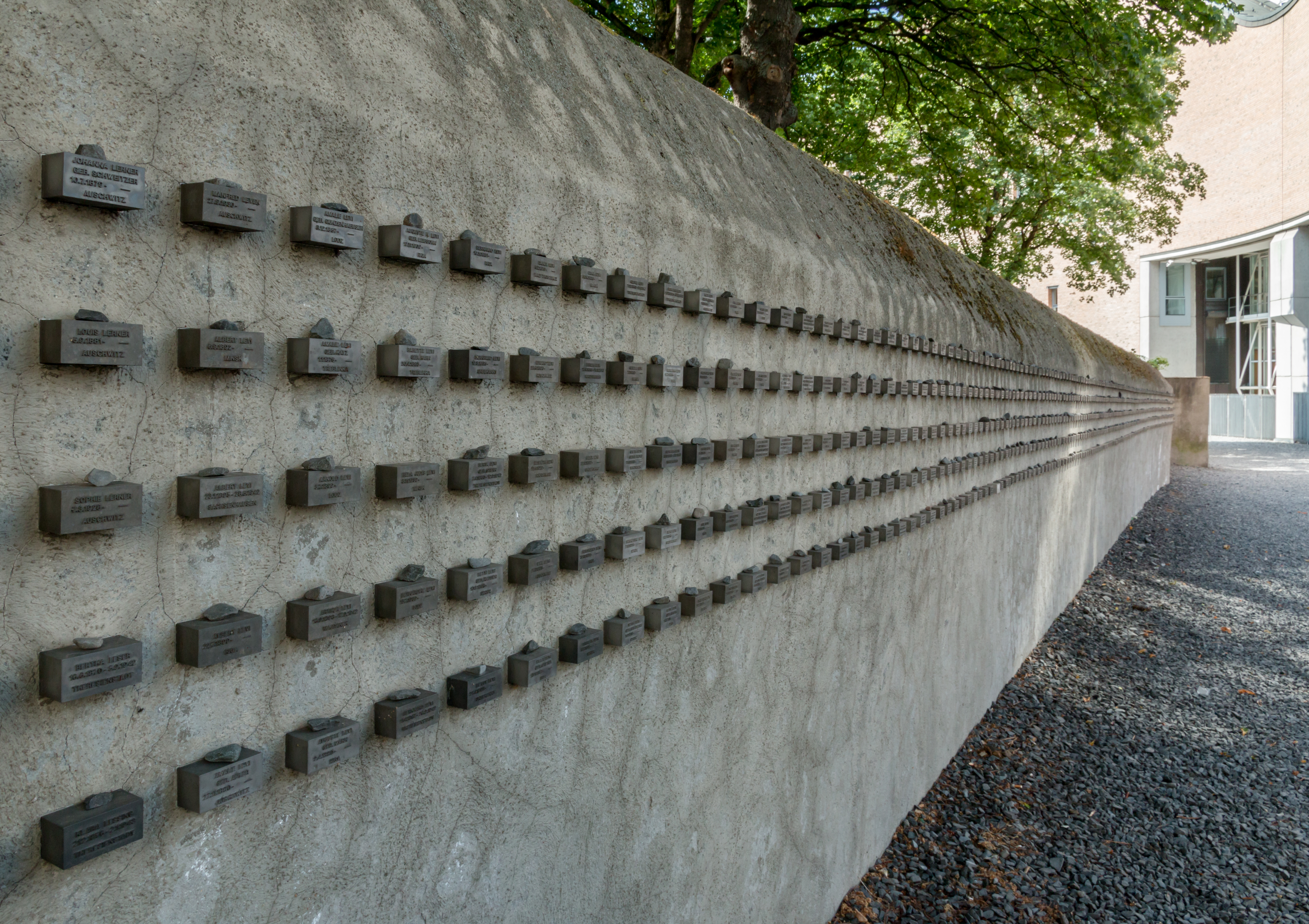
Namensblöcke als Fries an der Außenmauer des Friedhofs
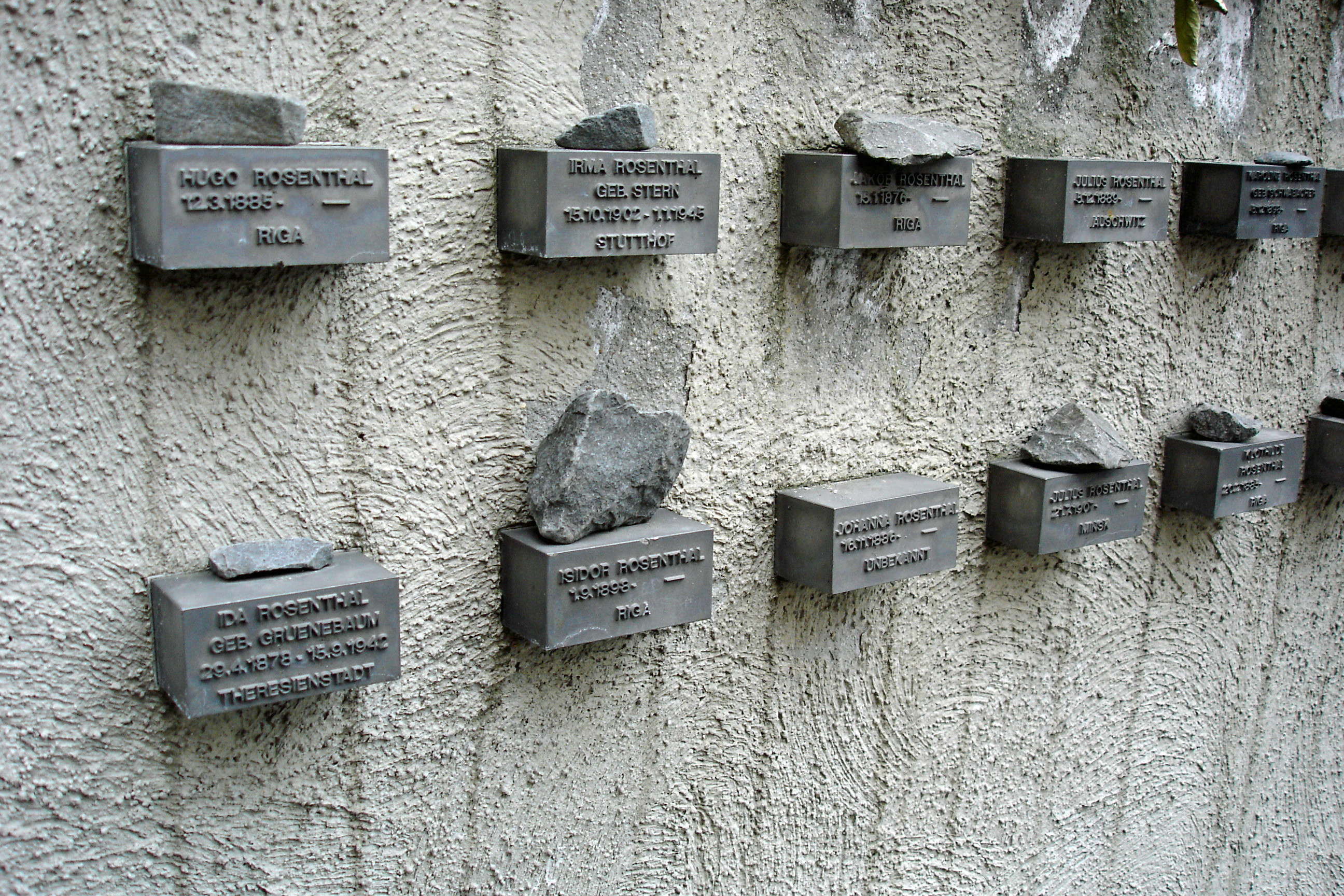
Namensblöcke an der Außenmauer mit darauf abgelegten Steinen
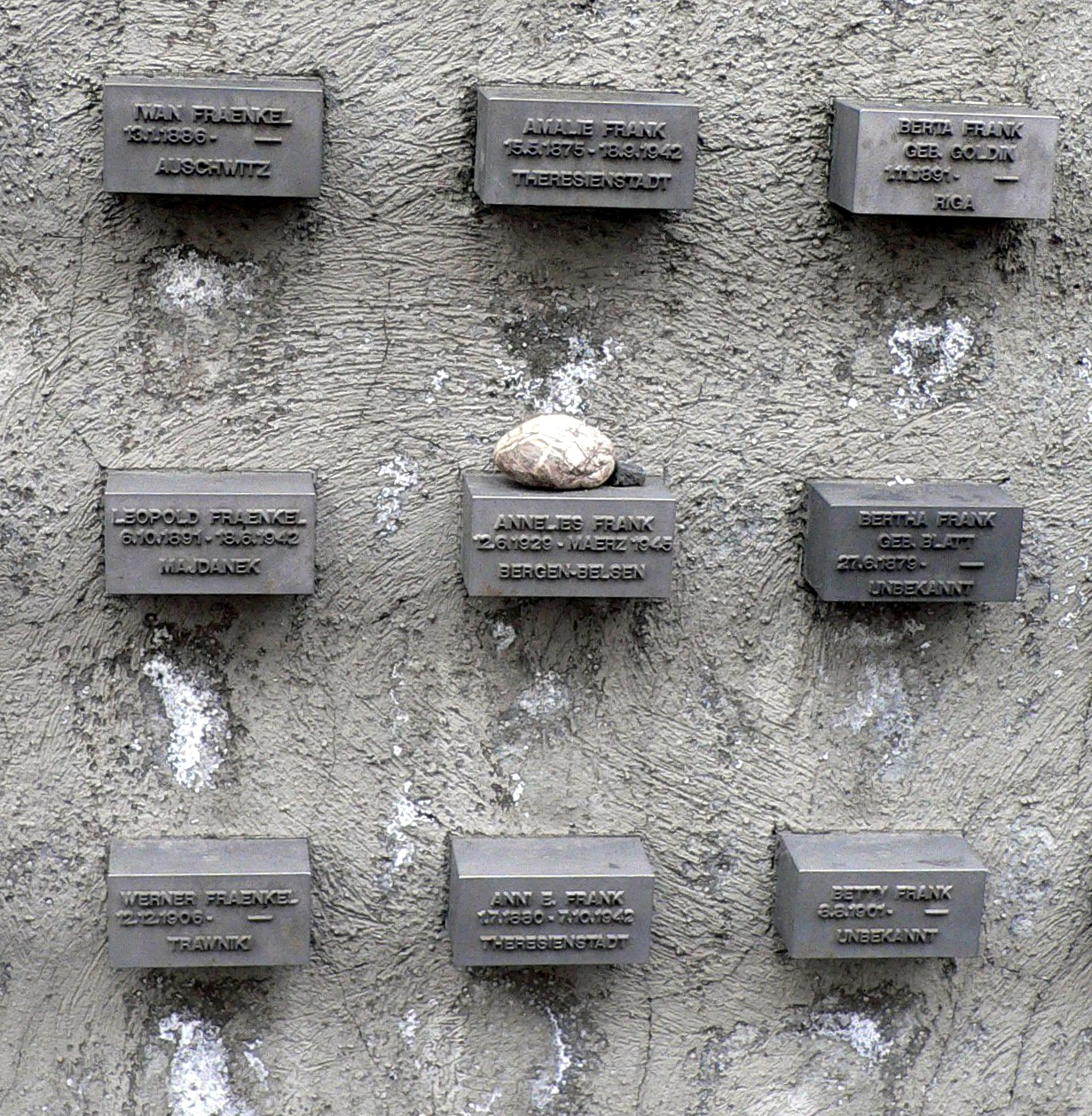
Namensblock für Anne Frank (Bildmitte)

## Zeittafel
| Datum               | Ereignis | Urheber |
| ------------------- | --- | ------- |
| 1180                | Erste urkundliche Erwähnung, Lage am nördlichen Ufer des verlandeten Mainarmes Braubach, westlich der zur gleichen Zeit entstehenden Staufenmauer |         |
| 1241                | Beisetzung der Opfer des Pogroms „Frankfurter Judenschlacht“ |         |
| Juli 1272           | Ältester noch lesbarer Grabstein |         |
| 1349                | Anbau verteidigungsfähiger Erker an der Friedhofsmauer |         |
| um 1388             | Die Friedhofsmauer dient als Verteidigungslinie im Städtekrieg (1387–1389) |         |
| bis 16. Jahrhundert | Nutzung auch durch jüdische Gemeinden aus dem Raum Aschaffenburg und Wetzlar |         |
| 1796                | Neubau des Fremdenhospitals im Südwesten des Friedhofsgeländes, auch „Israelitisches Hospital“ genannt |         |
| 16. September 1828  | Letzte Beisetzung |         |
| 1840                | Bau des Israelitischen Schulhauses vor der südlichen Friedhofsmauer auf dem ehemaligen Holzhof der Juden |         |
| ab 1845             | Umzug des Philanthropin in das neue Schulgebäude vor der südlichen Friedhofsmauer |         |
| 1880/81             | Abriss des Israelitischen Hospitals (Fremdenhospital) |         |
| 1881/82             | Bau der orthodoxen Horovitzsynagoge mit Nebengebäude, Verlegung des Friedhofseingangs in die Schnurgasse |         |
| Um 1900             | Katalogisierung der Grabsteine und Inschriften durch Rabbi Markus Horovitz, Ergebnis der Zählung: rund 6500 Grabstellen |         |
| April 1933          | Forderung von Gauleiter Jakob Sprenger nach Umwidmung des Friedhofs in einen Volkspark oder Spielplatz |         |
| 3. April 1939       | Erzwungener „Judenvertrag“, durch den u. a. das Friedhofsgelände an die Stadt fällt |         |
| 1942                | Das Bauamt der Stadt fokussiert auf das Friedhofsgelände als Schuttabladeplatz für Bombentrümmer der Altstadt |         |
| November 1942       | Oberbürgermeister Friedrich Krebs erlässt Anweisung zur Zerstörung der Grabstellen, rund fünfzig Friedhofsbäume werden abgeholzt, 175 bedeutende Grabsteine werden vom Historischen Museum ausgewählt und auf dem jüdischen Friedhof Rat-Beil-Straße eingelagert |         |
| Oktober 1943        | Nach dem schweren Luftangriff am 4. Oktober werden Trümmer der Altstadt auf dem Friedhofsareal abgeschüttet |         |
| 1950er Jahre        | Die 175 während des Krieges eingelagerten Grabsteine werden wieder zurückgebracht und mangels Kenntnis der Originalstandorte an der inneren Friedhofsmauer positioniert                                                                                          |         |
| 1991–1998           | Katalogisierung der vollständigen und der zerbrochenen Grabsteine und der Inschriften durch das Salomon Ludwig Steinheim-Institut, anschließend virtuelle Rekonstruktion zerstörter Grabsteine anhand der Fragmente                                              |         |
| bis 1996            | Anbringung von 11.134 Gedenkblöcken in der Außenmauer zur Erinnerung an Frankfurter Opfer der Judenverfolgung; neue Friedhofspforte am Neuen Börneplatz |         |
| 16. Juni 1996       | Eröffnung der Gedenkstätte Neuer Börneplatz |         |
| 2010                | Ergänzung von 823 Gedenkblöcken in der Außenmauer des Friedhofs (heutige Anzahl: 11.908) |         |
| aktuell             | Die Online-Datenbank Epidat enthält 3875 Einträge zu den Grabsteinen des Friedhofs (siehe Weblinks), u. a. die Inschriften mit Transkription |         |

## Grabmale
Besonders im Blick auf die Grabsteine ist der Friedhof heute nicht mehr im Originalzustand. Tausende Grabstein-Trümmer zeugen von den Zerstörungen in der NS-Zeit. Nur das östliche Gräberfeld bietet noch den Eindruck eines mittelalterlichen jüdischen Friedhofs.

Das historisch weitgehend unversehrte Gräberfeld im südöstlichen Teil des Friedhofs (in der maximalen Vergrößerung sind viele Details erkennbar). Rechts Stapel eines kleinen Teils der von den Nationalsozialisten zerschlagenen Grabsteine.

### Zahl der Grabsteine und Rekonstruktionen

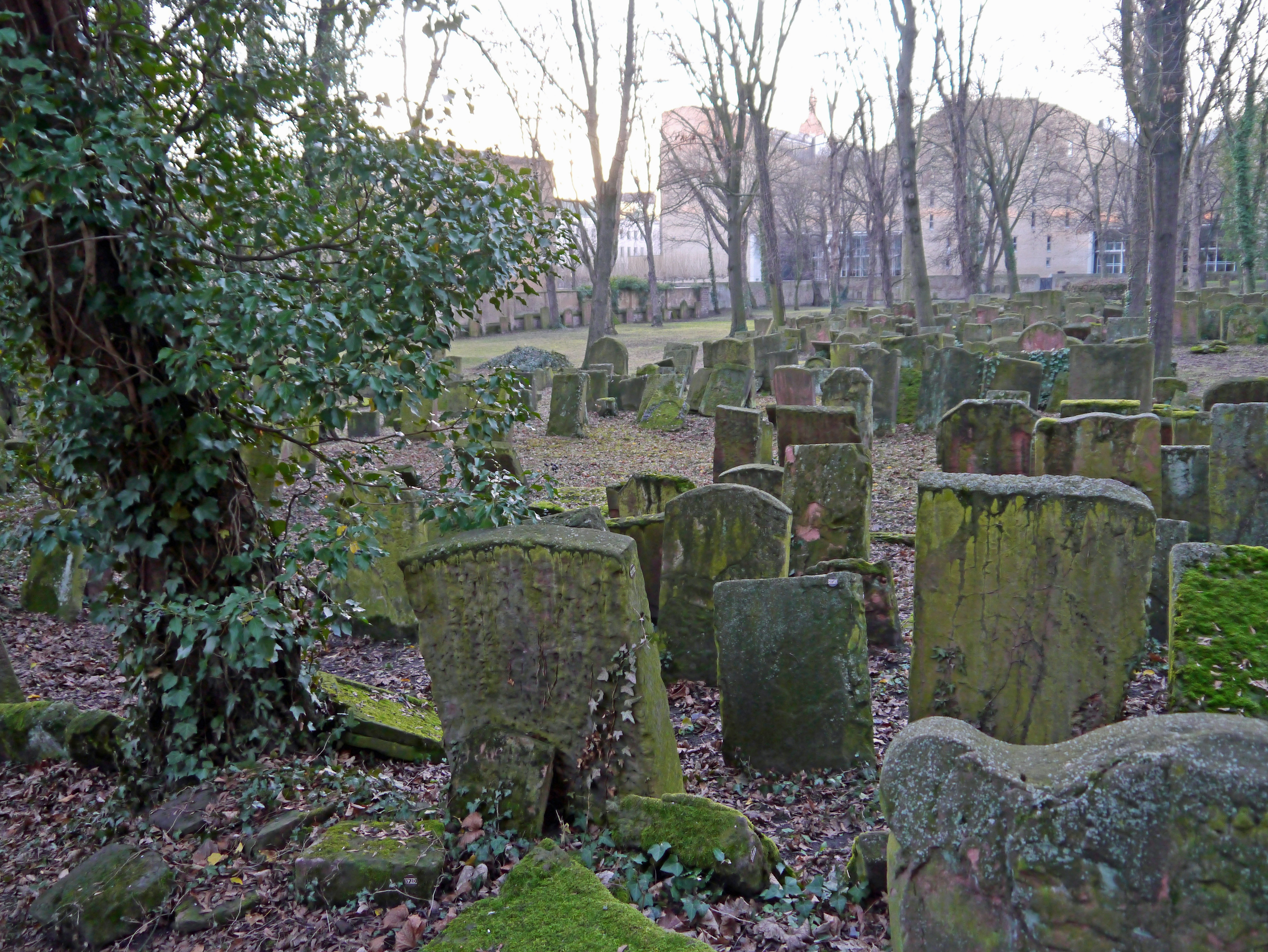
Östlicher Bereich mit ganzen Grabsteinen (Blick nach Westen)

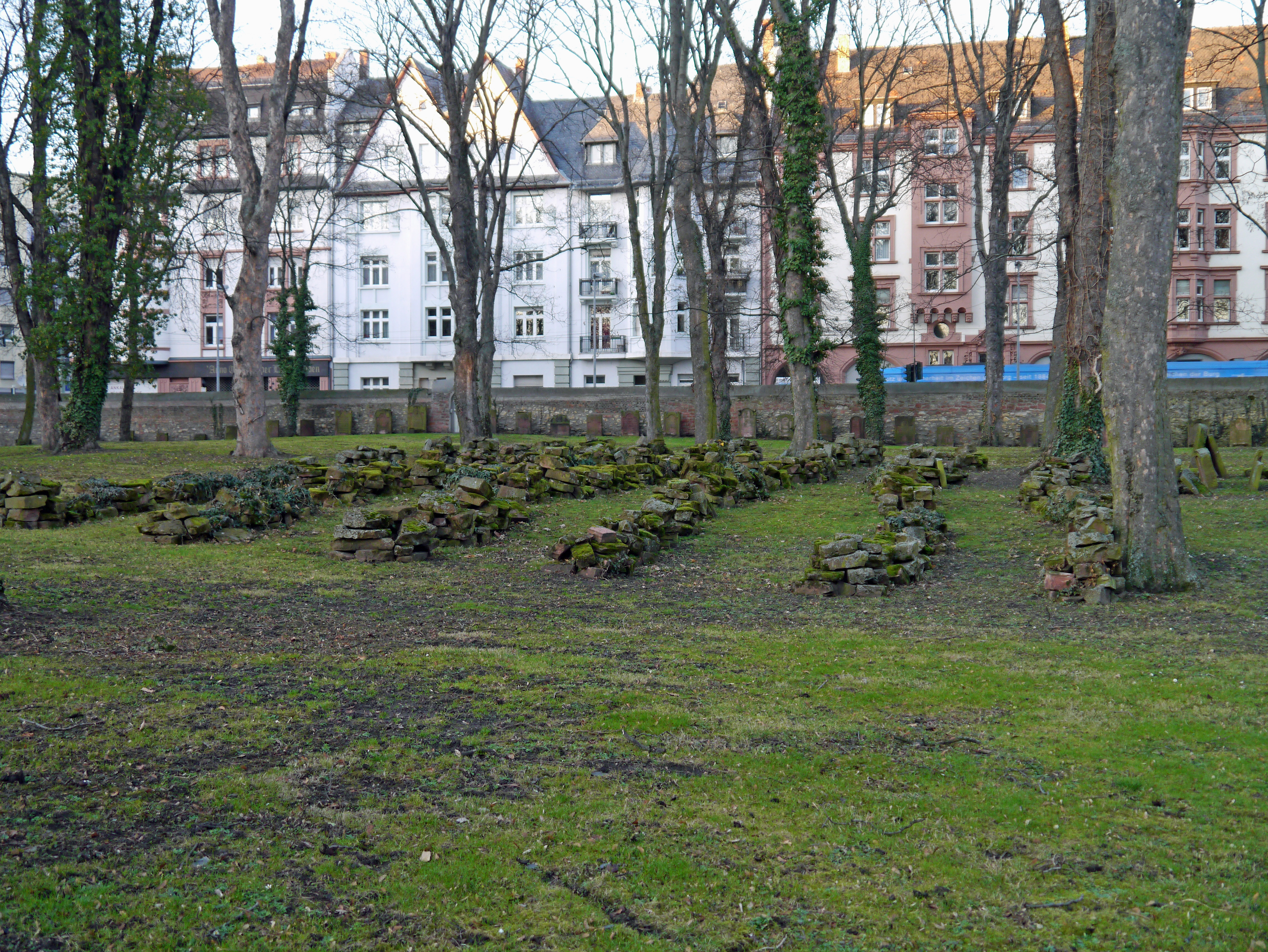
Bereich mit Fragmenten von Grabsteinen (Blick nach Norden), im Hintergrund ganze Grabsteine vor der Friedhofsmauer

Erhalten geblieben sind knapp 2300 ganze Grabsteine und rund 3500 Fragmente. Einige Inschriften sind so verwittert, dass nur noch wenige hebräische Schriftzeichen lesbar sind. Aus den Fragmenten mit noch lesbaren Inschriften konnten bis 2006 rund 500 Grabsteine mit Hilfe von Computertechnik virtuell rekonstruiert werden.
Bei der virtuellen Rekonstruktion konnten fehlende Textstücke oft erschlossen werden, weil in den Inschriften wiederkehrende Formulierungen verwendet worden sind. Die physische Rekonstruktion von Grabsteinen ist bei fehlenden Bruchstücken schwieriger. Im Jahr 2006 war geplant, 23 Grabsteine aus ihren Bruchstücken wieder zusammenzufügen.

### Anordnung
Die Reihung der Grabsteine ist im original erhaltenen Bereich sehr eng und unregelmäßig, wegen sehr dichter Belegung auf dem nicht erweiterungsfähigen Areal typisch für über Jahrhunderte belegte jüdische Friedhöfe. Die Beisetzung erfolgte in Familiengruppen, wobei Frauen – soweit sie aus Frankfurt am Main stammten – nicht bei ihren Ehemännern, sondern neben ihren Vätern begraben wurden. Die Gräber wurden nach Jerusalem hin ausgerichtet, dem Ort der erhofften Wiederauferstehung am Ende der Tage.
Bei jenen 175 Grabsteinen, die während des Zweiten Weltkriegs auf den Jüdischen Friedhof an der Rat-Beil-Straße ausgelagert und in den Nachkriegsjahren zurückgebracht wurden, ist der ursprüngliche Standort nicht mehr bekannt. Sie stehen heute an der Innenseite der Außenmauer.

### Art der Grabsteine
Jüdische Grabsteine (Mazevot) in Frankfurt am Main weisen diverse Besonderheiten auf, die sie regional und international unterscheiden. Die Mehrheit der meist zwischen etwa 100 und 150 cm hohen erhaltenen Grabsteine sind aus dem in Frankfurt am Main üblichen roten Main-Sandstein gefertigt. Die ältesten erhaltenen Grabsteine aus dem Hochmittelalter sind jedoch kleiner. Sie schließen meist mit einem unterschiedlich gestalteten Rundbogen, die Steine vom 15. bis zur Mitte des 16. Jahrhunderts zeigen einen waagerechten Abschluss. Nach dieser Zeit werden eingezogene Rundbögen üblich, bis Anfang des 18. Jahrhunderts auf den Schultern links und rechts mit Rosetten, später mit Voluten verziert.
Eher selten sind die üblichen jüdischen Symbole wie Segnende Priesterhände und Levitenkanne zu sehen, Amtssymbole fehlen ganz. Eine Besonderheit der Grabsteine dieses Friedhofs ist die häufige Darstellung von Hauszeichen seit Mitte des 17. Jahrhunderts. Sie bezeichnen das Haus in der Frankfurter Judengasse, in dem die Verstorbenen gelebt haben (z. B. Reuse, Schild, Schuh, Pfanne, Hase und viele mehr). Derartige Hauszeichen sind sonst nur noch auf dem jüdischen Friedhof in Hanau zu finden.
Die hebräischen Inschriften, die zumeist die gesamte Front eines Grabsteines füllen, charakterisieren den Beigesetzten knapp, oft aber auch ausführlich und aufwändig mit Zitaten aus der Traditionsliteratur, Reim, Akrosticha, Chronogrammen und Wortspielen. Seit der Mitte des 16. Jahrhunderts weisen die meisten Grabsteine Kopfzeilen auf, die Namen und Titel des Verstorbenen angeben. Deutsche Inschriften finden sich dagegen auf diesem Friedhof kaum, erst auf den jüngeren jüdischen Friedhöfen Frankfurts werden sie häufiger.

### Ältester Grabstein

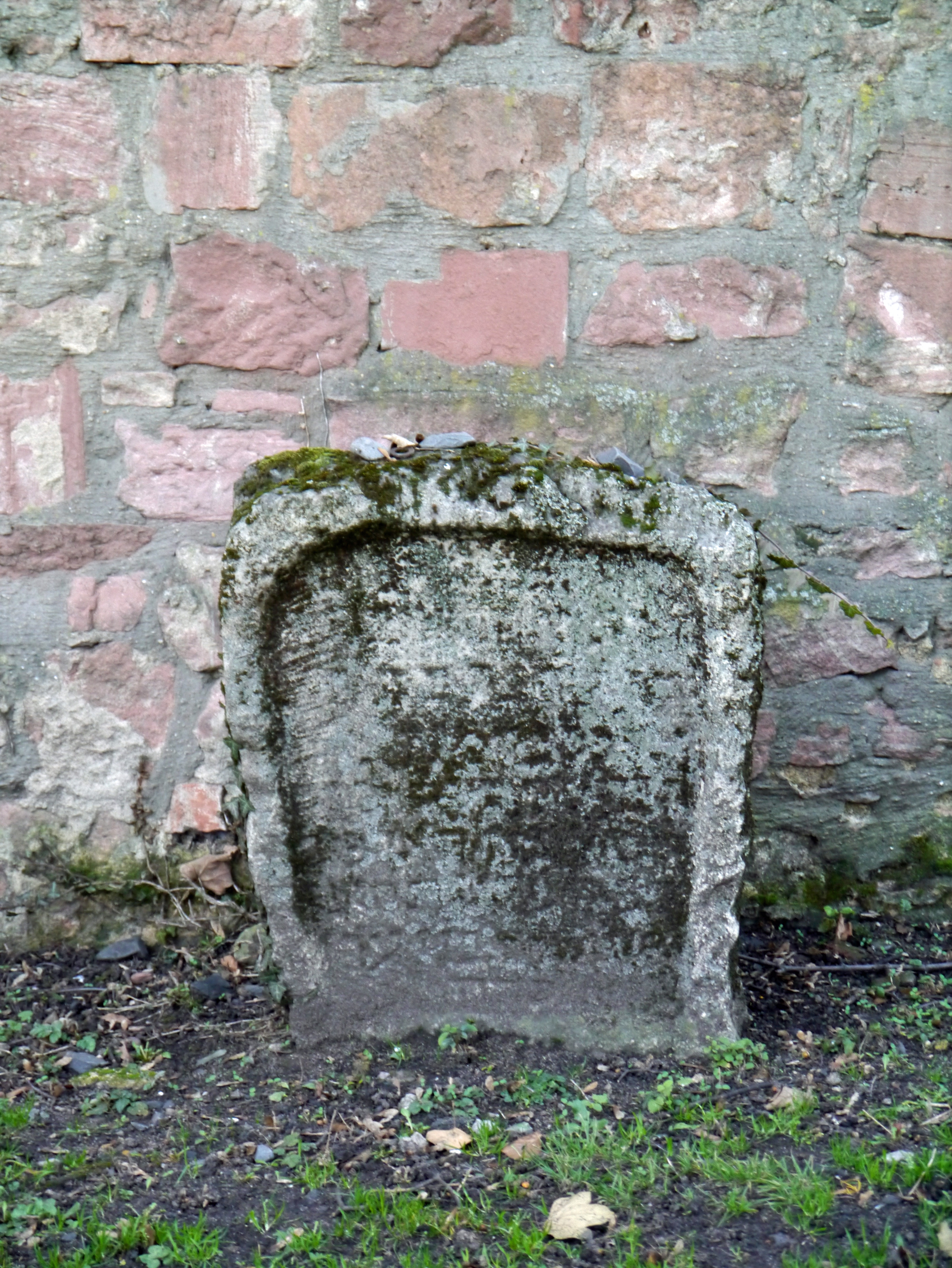
Der älteste erhaltene Grabstein (1272)

Der älteste noch lesbare Grabstein ist der für Channa bat Alexander, er zeigt das Sterbedatum 12. Juli 1272. Der Grabstein mit den Maßen 73 × 63 × 27 cm wurde an der inneren Friedhofsmauer aufgestellt, er befindet sich somit nicht mehr an seinem ursprünglichen Platz. Die hebräische Inschrift lautet zeilenweise übersetzt:
Aufgestellt wurde ich, eine Stele,
zu Häupten der Angesehenen,
Frau Channa Tochter des Herrn
Alexandern,
die verschieden (ist) 14. des Mondes
Aw im Jahre 5 Tausend
32 der Zählung. Es sei
ihre Seele im Garten Eden.
A(men) Sela.

### Ehrenfeld

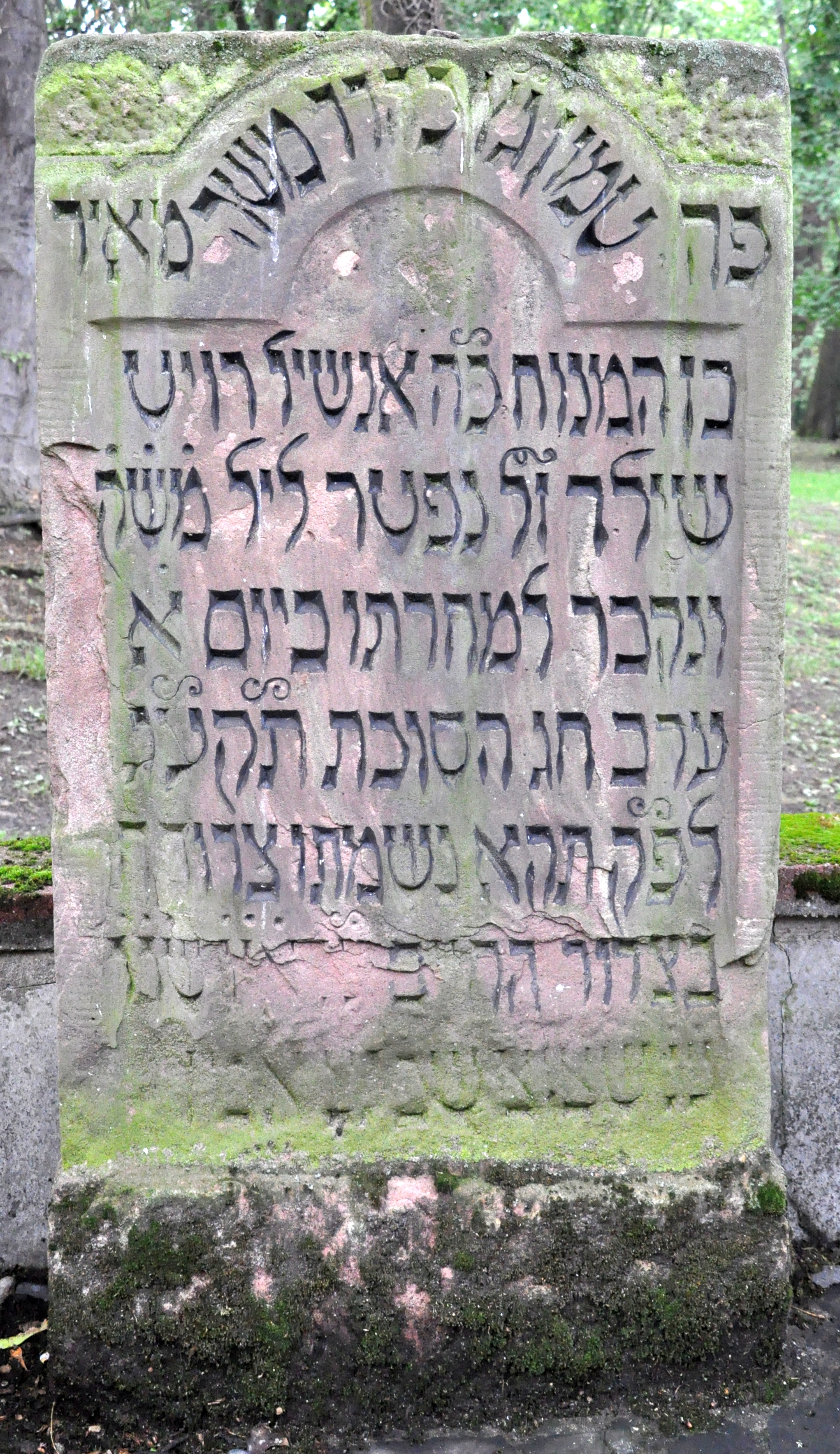
Grabstein für Meir Rothschild ben Anschel Rothschild (1744–1812)

Einige Grabsteine bedeutender Persönlichkeiten wurden auf dem Ehrenfeld im südwestlich gelegenen Teil des Friedhofs aufgestellt, zum Beispiel der Grabstein für Meir Rothschild ben Anschel Rothschild, den Begründer des Bankhauses Rothschild, sowie die Grabsteine für Nathan ben Simeon ha-Kohen Adler, den Frankfurter Oberrabbiner Jakob Jehoschua Falk, Pinchas Ben Zwi Hirsch Ha-Levi und Meir ben Rabbi Yaakov Schiff.

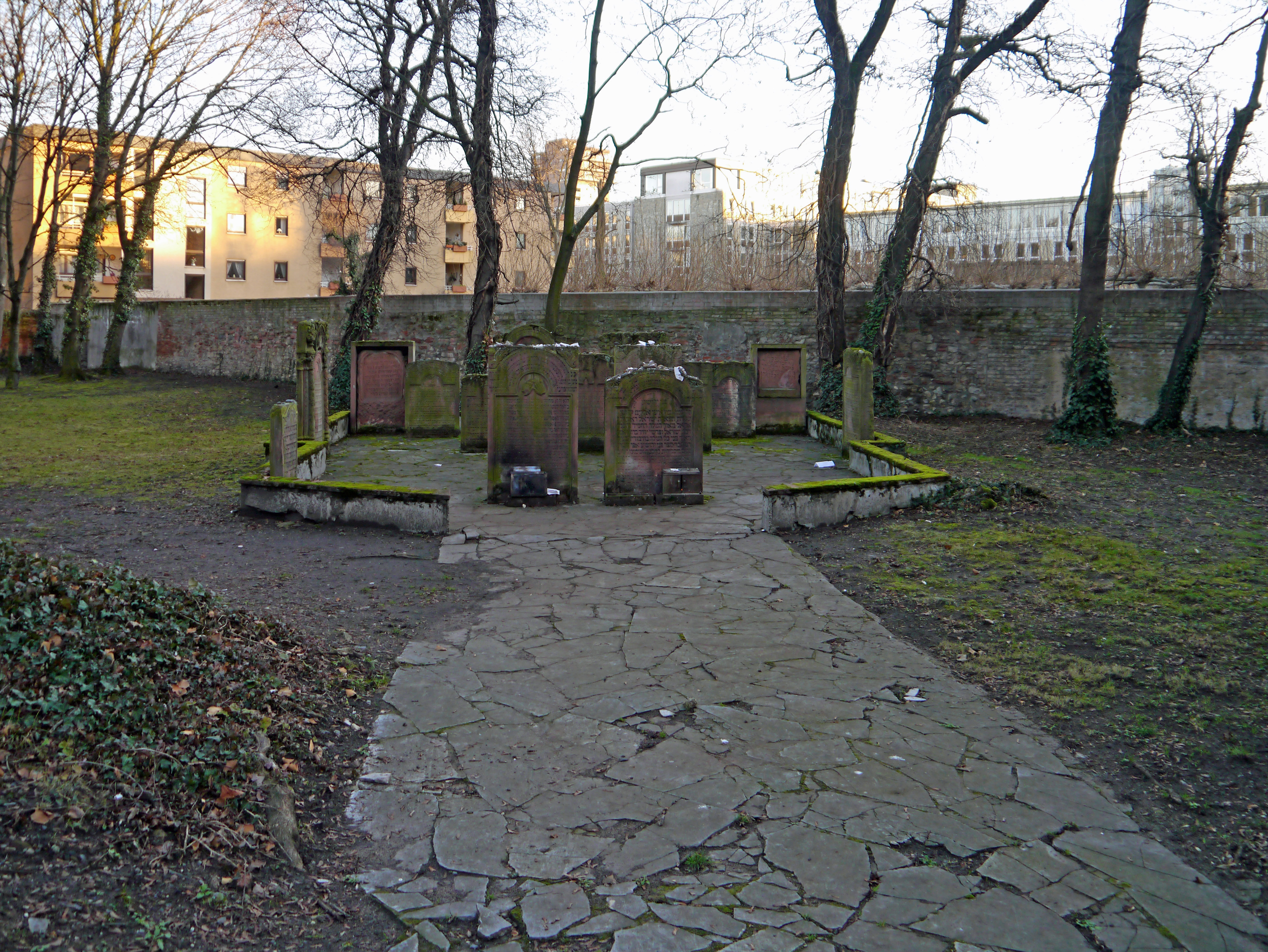
Grabsteine im Ehrenfeld
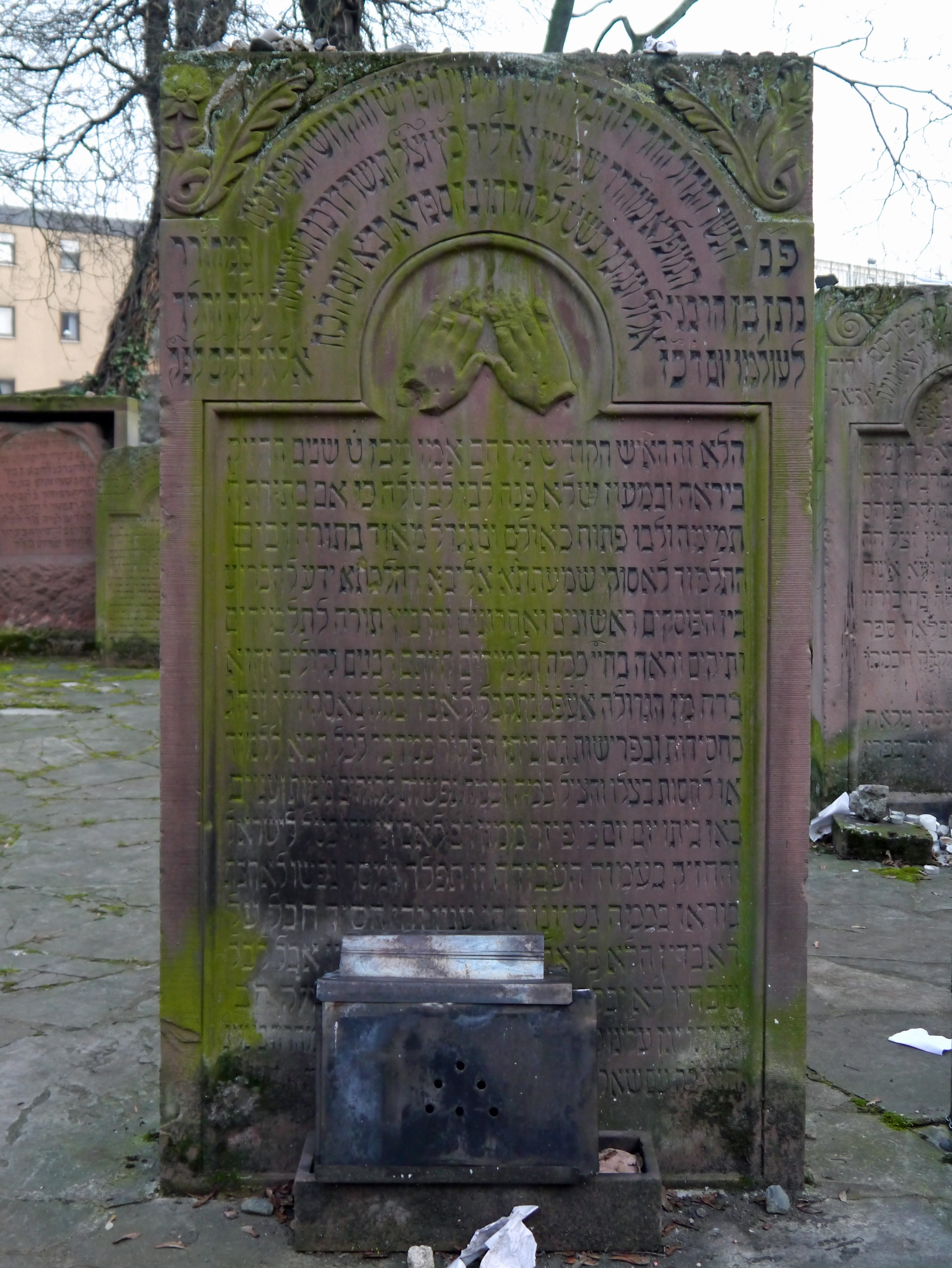
Grabstein für Nathan ben Simeon ha-Kohen Adler (1741–1800)